# Bahnstrecke Wechselburg–Küchwald
| Strecke (außer Betrieb)                                   |        | von (Wurzen–) Großbothen                                         | von (Wurzen–) Großbothen                                         |
| Kilometer-Wechsel (Strecke außer Betrieb)                 | −0,147 | Streckenanfang                                                   | Streckenanfang                                                   |
| Bahnhof (Strecke außer Betrieb)                           | 0,000  | Wechselburg                                                      | 195 m                                                            |
| Abzweig geradeaus und nach rechts (Strecke außer Betrieb) |        | nach Glauchau (Sachs)                                            | nach Glauchau (Sachs)                                            |
| Brücke über Wasserlauf (Strecke außer Betrieb)            | 1,755  | Chemnitzbrücke (113 m)                                           | Chemnitzbrücke (113 m)                                           |
| Brücke über Wasserlauf (Strecke außer Betrieb)            | 1,957  | Chemnitzbrücke (77 m)                                            | Chemnitzbrücke (77 m)                                            |
| Brücke über Wasserlauf (Strecke außer Betrieb)            | 3,317  | Chemnitzbrücke (67 m)                                            | Chemnitzbrücke (67 m)                                            |
| Haltepunkt / Haltestelle (Strecke außer Betrieb)          | 4,100  | Göritzhain (ehem. Bf)                                            | 185 m                                                            |
| Brücke über Wasserlauf (Strecke außer Betrieb)            | 5,385  | Chemnitzbrücke (120 m)                                           | Chemnitzbrücke (120 m)                                           |
| Haltepunkt / Haltestelle (Strecke außer Betrieb)          | 5,695  | Stein (Chemnitztal) (ehem. Hst)                                  | 195 m                                                            |
| Brücke über Wasserlauf (Strecke außer Betrieb)            | 6,611  | Brücke Werkgraben (11 m)                                         | Brücke Werkgraben (11 m)                                         |
| Brücke über Wasserlauf (Strecke außer Betrieb)            | 7,093  | Brücke Werkgraben (25 m)                                         | Brücke Werkgraben (25 m)                                         |
| Brücke über Wasserlauf (Strecke außer Betrieb)            | 7,941  | Chemnitzbrücke (60 m)                                            | Chemnitzbrücke (60 m)                                            |
| Abzweig geradeaus und nach links (Strecke außer Betrieb)  | 8,256  | Anst Fettchemie                                                  | Anst Fettchemie                                                  |
| Haltepunkt / Haltestelle (Strecke außer Betrieb)          | 8,470  | Mohsdorf                                                         | 220 m                                                            |
| Brücke über Wasserlauf (Strecke außer Betrieb)            | 8,718  | Chemnitzbrücke (39 m)                                            | Chemnitzbrücke (39 m)                                            |
| Brücke über Wasserlauf (Strecke außer Betrieb)            | 9,278  | Chemnitzbrücke (59 m)                                            | Chemnitzbrücke (59 m)                                            |
| Tunnel (Strecke außer Betrieb)                            | 9,441  | Tunnel Mohsdorf (222 m)                                          | Tunnel Mohsdorf (222 m)                                          |
| Brücke über Wasserlauf (Strecke außer Betrieb)            | 9,586  | Chemnitzbrücke (38 m)                                            | Chemnitzbrücke (38 m)                                            |
| Haltepunkt / Haltestelle Strecke bis hier außer Betrieb   | 10,060 | Schweizerthal-Diethensdorf (ehem. Hst)                           | 235 m                                                            |
| Brücke über Wasserlauf                                    | 10,259 | Chemnitzbrücke (67 m)                                            | Chemnitzbrücke (67 m)                                            |
| Haltepunkt / Haltestelle                                  | 10,310 | Neuschweizerthal (seit 2009)                                     | Neuschweizerthal (seit 2009)                                     |
| Brücke über Wasserlauf                                    | 10,450 | Chemnitzbrücke (60 m)                                            | Chemnitzbrücke (60 m)                                            |
| Haltepunkt / Haltestelle                                  | 10,720 | Amselgrund (seit 2008)                                           | Amselgrund (seit 2008)                                           |
| Haltepunkt / Haltestelle                                  | 11,310 | Alte Mühle (seit 2018)                                           | Alte Mühle (seit 2018)                                           |
| Brücke über Wasserlauf                                    | 11,445 | Brücke Röllingshainer Bach (12 m)                                | Brücke Röllingshainer Bach (12 m)                                |
| Kopfbahnhof Strecke ab hier außer Betrieb                 | 11,747 | Markersdorf-Taura (Museumsbahnhof)                               | 252 m                                                            |
| Brücke über Wasserlauf (Strecke außer Betrieb)            | 13,266 | Chemnitzbrücke (64 m)                                            | Chemnitzbrücke (64 m)                                            |
| Brücke über Wasserlauf (Strecke außer Betrieb)            | 15,611 | Brücke Holzbach (11 m)                                           | Brücke Holzbach (11 m)                                           |
| Haltepunkt / Haltestelle (Strecke außer Betrieb)          | 16,200 | Auerswalde-Köthensdorf (ehem. Bf)                                | 270 m                                                            |
| Brücke über Wasserlauf (Strecke außer Betrieb)            | 16,982 | Chemnitzbrücke (78 m)                                            | Chemnitzbrücke (78 m)                                            |
| Tunnel (Strecke außer Betrieb)                            | 17,116 | Tunnel Auerswalde (125 m)                                        | Tunnel Auerswalde (125 m)                                        |
| Brücke über Wasserlauf (Strecke außer Betrieb)            | 17,217 | Chemnitzbrücke (35 m)                                            | Chemnitzbrücke (35 m)                                            |
| Brücke (Strecke außer Betrieb)                            | 17,255 | Flutbrücke (30 m)                                                | Flutbrücke (30 m)                                                |
| Brücke (Strecke außer Betrieb)                            | 17,343 | Brücke Mühlgraben (30 m)                                         | Brücke Mühlgraben (30 m)                                         |
| Haltepunkt / Haltestelle (Strecke außer Betrieb)          | 18,710 | Wittgensdorf unt Bf (ehem. Bf)                                   | 275 m                                                            |
| Haltepunkt / Haltestelle (Strecke außer Betrieb)          | 20,045 | Karl-Marx-Stadt-Heinersdorf (bis 1977)                           | 278 m                                                            |
| Brücke über Wasserlauf (Strecke außer Betrieb)            | 20,644 | Chemnitzbrücke (74 m)                                            | Chemnitzbrücke (74 m)                                            |
| Strecke mit Straßenbrücke (Strecke außer Betrieb)         |        | Bundesautobahn 4                                                 | Bundesautobahn 4                                                 |
| Bahnhof (Strecke außer Betrieb)                           | 21,708 | Chemnitz-Glösa                                                   | 285 m                                                            |
|                                                           | 21,735 |                                                                  |                                                                  |
| Brücke über Wasserlauf                                    | 21,871 | Chemnitzbrücke (44 m)                                            | Chemnitzbrücke (44 m)                                            |
| Brücke                                                    | 21,919 | Flutbrücke (45 m)                                                | Flutbrücke (45 m)                                                |
| Abzweig geradeaus und nach links                          |        | nach Chemnitz-Furth                                              | nach Chemnitz-Furth                                              |
| Brücke                                                    | 22,487 | EÜ Blankenburgstraße (20 m)                                      | EÜ Blankenburgstraße (20 m)                                      |
|                                                           |        |                                                                  |                                                                  |
| Abzweig geradeaus und ehemals von rechts                  | 23,155 | Anschl Eisengießerei Krautheim A.G., später VEB Stahlgußkombinat | Anschl Eisengießerei Krautheim A.G., später VEB Stahlgußkombinat |
|                                                           |        |                                                                  |                                                                  |
| Kilometer-Wechsel                                         | 23,257 | Streckenende                                                     | Streckenende                                                     |
| Abzweig geradeaus und ehemals von rechts                  |        | von Obergrüna                                                    | von Obergrüna                                                    |
| Abzweig geradeaus und von rechts                          |        | von Neukieritzsch                                                | von Neukieritzsch                                                |
| Bahnhof                                                   | 23,795 | Chemnitz Küchwald (bis 2018 ohne Pv)                             | 301 m                                                            |
| Abzweig geradeaus und ehemals nach links                  |        | nach Chemnitz-Hilbersdorf                                        | nach Chemnitz-Hilbersdorf                                        |
| Strecke                                                   |        | nach Chemnitz Hbf                                                | nach Chemnitz Hbf                                                |

| Strecke (außer Betrieb)                                                          |       | von Wechselburg                                                                            | von Wechselburg                                                                            |
| Bahnhof (Strecke außer Betrieb)                                                  | 0,000 | Chemnitz-Glösa                                                                             | 285 m                                                                                      |
|                                                                                  |       |                                                                                            |                                                                                            |
| Brücke über Wasserlauf                                                           | 0,163 | Chemnitzbrücke (44 m)                                                                      | 287 m                                                                                      |
| Brücke                                                                           | 0,211 | Flutbrücke (45 m)                                                                          | 288 m                                                                                      |
| Abzweig geradeaus und nach rechts                                                |       | nach Chemnitz Küchwald                                                                     | nach Chemnitz Küchwald                                                                     |
| Strecke von links · Abzweig ehemals geradeaus und nach rechts                    |       | Neutrassierung (Anschlussbahn Heizkraftwerk)                                               | Neutrassierung (Anschlussbahn Heizkraftwerk)                                               |
| Abzweig geradeaus und nach links · Strecke (außer Betrieb)                       |       | Anschl Railbeton Haas KG                                                                   | Anschl Railbeton Haas KG                                                                   |
|                                                                                  |       |                                                                                            |                                                                                            |
| Abzweig geradeaus und ehemals nach rechts · Strecke (außer Betrieb)              |       | Anschl Heizkraftwerk Nord I, Heizkraftwerk Nord II und Wohnungsbaukombinat „Wilhelm Pieck“ | Anschl Heizkraftwerk Nord I, Heizkraftwerk Nord II und Wohnungsbaukombinat „Wilhelm Pieck“ |
|                                                                                  |       |                                                                                            |                                                                                            |
| Strecke · Dienststation / Betriebs- oder Güterbahnhof (Strecke außer Betrieb)    | 1,358 | Chemnitz-Furth                                                                             | 285 m                                                                                      |
| Strecke · Wechsel des Eisenbahninfrastrukturunternehmens (Strecke außer Betrieb) | 1,386 | Beginn Anschlussbahn Sächs. Webstuhlfabrik                                                 | Beginn Anschlussbahn Sächs. Webstuhlfabrik                                                 |
|                                                                                  |       |                                                                                            |                                                                                            |
| Abzweig nach links und nach rechts · Abzweig ehemals geradeaus und von rechts    |       | Anschl Heizkraftwerk Chemnitz-Nord II, vormals Rat der Stadt Chemnitz Bauhof               | Anschl Heizkraftwerk Chemnitz-Nord II, vormals Rat der Stadt Chemnitz Bauhof               |
|                                                                                  |       |                                                                                            |                                                                                            |
|                                                                                  |       |                                                                                            |                                                                                            |
| Brücke über Wasserlauf (Strecke außer Betrieb)                                   | 2,10  | EÜ Werkgraben                                                                              | EÜ Werkgraben                                                                              |
| Kreuzung geradeaus unten (Strecken außer Betrieb)                                |       | Chemnitz Küchwald–Chemnitz-Hilbersdorf                                                     | Chemnitz Küchwald–Chemnitz-Hilbersdorf                                                     |
|                                                                                  |       |                                                                                            |                                                                                            |
| Abzweig geradeaus und nach rechts (Strecke außer Betrieb)                        |       | Sächsische Webstuhlfabrik AG, später VEB Kombinat Textima                                  | Sächsische Webstuhlfabrik AG, später VEB Kombinat Textima                                  |
|                                                                                  |       |                                                                                            |                                                                                            |
| Kilometer-Wechsel (Strecke außer Betrieb)                                        | 0,00  | Beginn Anschlussbahn Kraftwerk Nordstraße                                                  | Beginn Anschlussbahn Kraftwerk Nordstraße                                                  |
| Kreuzung geradeaus unten (Strecke geradeaus außer Betrieb)                       |       | Neukieritzsch–Chemnitz                                                                     | Neukieritzsch–Chemnitz                                                                     |
|                                                                                  | 1,467 | Kraftwerk (Elt-Werk) Nordstraße                                                            | Kraftwerk (Elt-Werk) Nordstraße                                                            |
|                                                                                  |       |                                                                                            |                                                                                            |
| Quellen:                                                                         |       |                                                                                            |                                                                                            |

Die Bahnstrecke Wechselburg–Küchwald (auch Chemnitztalbahn) war eine Nebenbahn in Sachsen. Sie zweigte in Wechselburg von der Bahnstrecke Glauchau–Wurzen ab und führte im Chemnitztal nach Chemnitz Küchwald (bis 2018 Küchwald), wo sie in die Bahnstrecke Neukieritzsch–Chemnitz einmündete. Die 1902 eröffnete Strecke, die hauptsächlich wegen zahlreicher Fabriken gebaut worden war, wurde 2002 stillgelegt und wenig später abgebaut.
Ein kurzer Abschnitt bei Markersdorf-Taura blieb als Museumsbahn erhalten, zwischen Chemnitz-Glösa und Chemnitz Küchwald dient die Strecke weiterhin als Anschlussbahn für das Heizkraftwerk Chemnitz Nord.

## Geschichte
Entlang des Chemnitzflusses entstanden im 19. Jahrhundert viele Fabriken der Textil- und Chemieindustrie, da mit dem Fluss Chemnitz viel Wasser aus dem Erzgebirge zur Verfügung stand. Eine energetische Nutzung wurde wegen der jahreszeitlichen und niederschlagsabhängigen Wassermengenführung nie im industriellen Maßstab ausgeführt. Maschinenbau (z. B. GROMA) war möglich wegen anfangs günstiger Arbeitskraft  aus Freistellungen wegen Rationalisierung in der Landwirtschaft und später durch die Weitsicht von Unternehmern, die für ihre Facharbeiter und ihre Familien Wohnraum errichten ließen, die die Vorteile des städtischen Hauses mit dem Wohnen im Grünen verbanden (z. B. Markersdorf-Siedlung). Der Arbeitsplatz war von dort aus in wenigen Minuten fußläufig erreichbar, ohne dass man nach Feierabend die Fabrik vor der Nase hat.
Die stetig wachsende Industrie verlangte nach geeigneten Transportwegen, um die produzierten Waren in die nahe liegenden, größeren Städte zu bringen. Die nächstgelegenen Bahnstrecken – die Strecken Riesa–Chemnitz und Kieritzsch–Chemnitz, die bereits 1852 bzw. 1872 fertiggestellt wurden – waren wegen der Steigungen aus dem Tal heraus für Pferdefuhrwerke schwer erreichbar. Auch der Bau der von 1875 bis 1877 eröffneten Bahnstrecke Glauchau–Wurzen durch das Tal der Zwickauer Mulde verbesserte die Verkehrssituation nicht. Weiterhin mussten alle Produkte mühsam per Pferdefuhrwerk die steilen Straßen aus dem Chemnitztal heraus zu den nächstgelegenen Bahnhöfen in Mittweida und Burgstädt gebracht werden. Immerhin wurde 1880 die Chemnitztalstraße Furth–Göritzhain eröffnet, die das industrielle Wachstum weiter beschleunigte. Bei der Einweihung am 27. Juni 1880 wurde sogar eine Nachbildung einer Eisenbahn im Festumzug mitgeführt. Auch der bei der Feierlichkeit anwesende sächsische Finanzminister Léonçe von Könneritz bestärkte den Wunsch nach einem direkten Eisenbahnanschluss.
Alternativ zur Flusstalbahn Chemnitz–Wechselburg wurde auch eine sogenannte „Querbahn Limbach–Burgstädt–Mittweida“ diskutiert. Sie sollte ab Markersdorf eine Zweigstrecke bis Wechselburg erhalten. Eine preiswerte Schmalspurbahn (in einer Eingabe von 1893 gefordert) wurde von der Regierung abgelehnt. Trotz höheren Bedarfs an Eigenmitteln genehmigte 1896 der Sächsische Landtag die Strecke Chemnitz Küchwald–Wechselburg in Normalspur.
Nach einem schweren Hochwasser im Jahre 1897 ließ die Staatsbahn die Strecke noch einmal neu projektieren. Im März 1900 begannen die Bauarbeiten. Um die Strecke hochwassersicher zu machen, waren durch die höhere Lage auf 23,8 Kilometern Streckenlänge 15 Brücken – zum größten Teil immer wieder über die Chemnitz – und zwei Tunnel notwendig. Auch der Bahnhof Wechselburg musste abgerissen und neu gebaut werden. Die 150 % teureren Baukosten trugen zum Rücktritt des sächsischen Finanzministers Werner von Watzdorf bei. Am 30. Juni 1902 wurde die Chemnitztalbahn Chemnitz–Wechselburg nach zwei Jahren Bauzeit feierlich eröffnet. Die Unternehmen an der Bahn florierten in der Folgezeit erheblich. Die 1,24 Kilometer lange Zweigbahn Glösa–Chemnitz-Furth, die nur dem Güterverkehr diente, erschloss die Sächsische Webstuhlfabrik des Fabrikanten Louis Schönherr. Auf ihr wurde 1902 der 75.000. Webstuhl transportiert.
Von den Ereignissen des Zweiten Weltkrieges blieb die Strecke der Chemnitztalbahn im Wesentlichen verschont. Am 2. Juli 1945 konnte der Reisezugverkehr wieder aufgenommen werden. Der Güterverkehr normalisierte sich auch wieder. In den 60er Jahren sanken die Transportleistungen kontinuierlich. Die Entlastungs- und Umleitungsfunktion für die Hauptbahn Leipzig–Chemnitz sicherte der Chemnitztalbahn jedoch das Überleben.
In den 1990er Jahren sorgte der ständig steigende Individualverkehr für neue Einbrüche bei den Fahrgastzahlen. Mit Wirkung vom 24. Mai 1998 stellte die Deutsche Bahn den Personenverkehr ein. Der Güterverkehr zwischen Wechselburg und Markersdorf-Taura wurde am 31. Dezember 1994 eingestellt, wobei der Anschluss der Chemie-Fabrik in Mohsdorf noch bedient wurde, am 31. Dezember 1999 wurde der Güterverkehr nördlich von Chemnitz-Glösa ganz eingestellt.

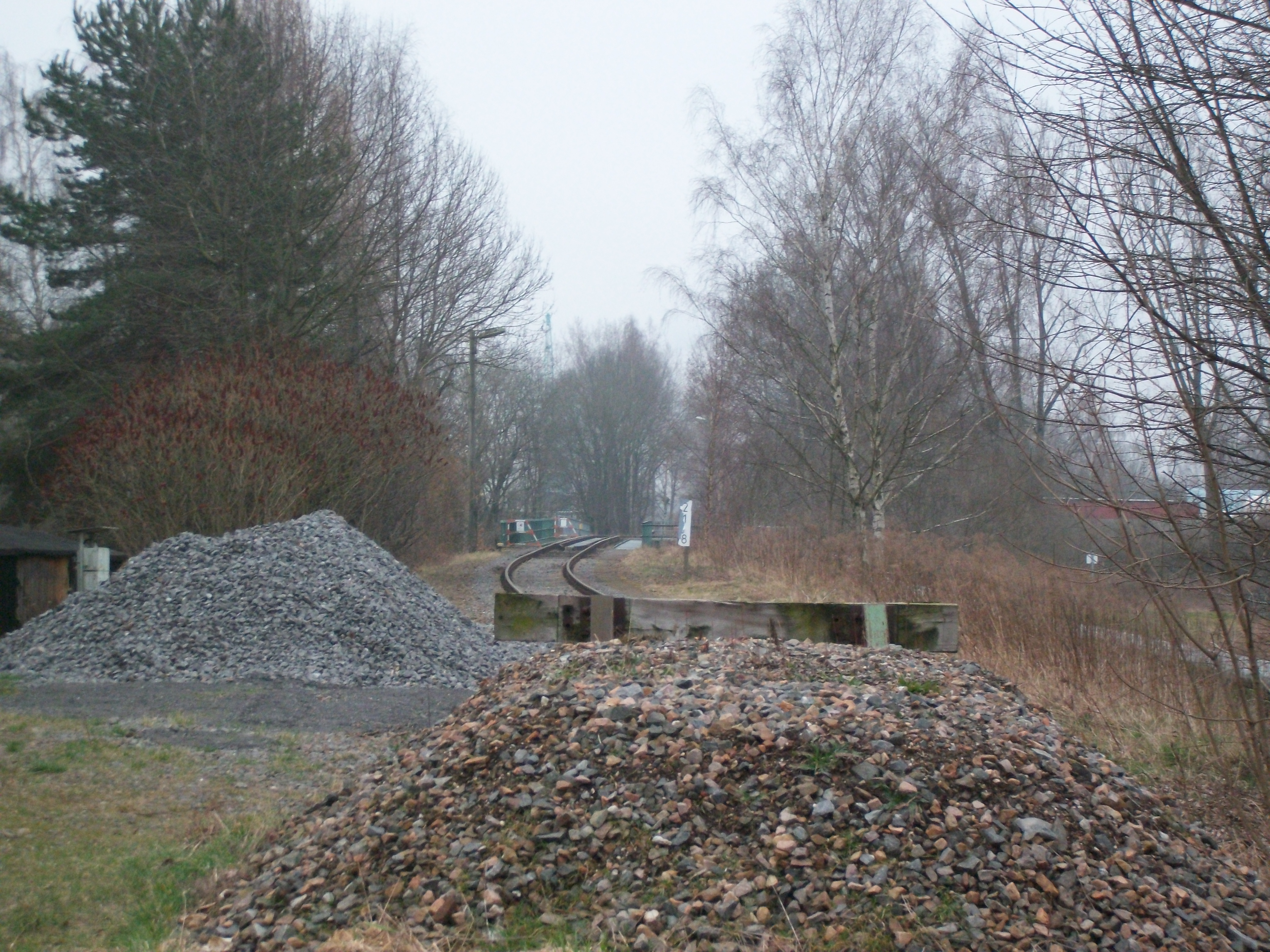
Gleisende der Chemnitztalbahn am Bahnhof Chemnitz-Glösa (2016)

Am 11. Dezember 2001 genehmigte das Eisenbahnbundesamt (EBA) die Stilllegung der Strecke zwischen Wechselburg und Chemnitz-Glösa, die am 31. Dezember 2002 juristisch vollzogen wurde. Die verbliebene Reststrecke Chemnitz-Glösa–Küchwald wurde daraufhin in eine Anschlussbahn umgewandelt.
Am 23. Juli 2007 kaufte der Zweckverband Chemnitztalradweg die Eisenbahntrasse mit dem Ziel, hier den Chemnitztalradweg zu errichten. Übrig blieben nur der Museumsbahnhof Markersdorf-Taura sowie der sich anschließende, etwa zwei Kilometer lange Streckenabschnitt bis Schweizerthal-Diethensdorf. Seit Ostern 2014 verkehren auf diesem Streckenabschnitt wieder Sonderzüge.

## Streckenbeschreibung

### Verlauf
Die Bahnstrecke begann am Bahnhof Wechselburg im Tal der Zwickauer Mulde. Nachdem sie rund einen Kilometer parallel zur Bahnstrecke Glauchau–Wurzen verlief, bog sie nach links ins Tal der Chemnitz ab, die sie auf 15 Brücken querte. Bei Kilometer 9,44 wurde der Tunnel Mohsdorf und bei Kilometer 17,11 der Tunnel Auerswalde durchquert. Hinter dem Bahnhof Chemnitz-Glösa verließ die Bahnstrecke in einer Rechtskurve die Chemnitz in Richtung Bahnhof Küchwald.

### Betriebsstellen
Wechselburg ⊙
Der Bahnhof Wechselburg wurde zusammen mit der Bahnstrecke Glauchau–Wurzen eröffnet. Zunächst bestand die Station nur aus drei Gleisen, erst mit der Einbindung der 1902 eröffneten Bahnstrecke Wechselburg–Küchwald wurde der Bahnhof erheblich ausgebaut. Vorher musste der Hang östlich des Bahnhofs für die Gleiserweiterungen abgetragen werden. Nach dem Umbau besaß die Station zwar sieben Gleise, allerdings begannen und endeten nur wenige Züge in Wechselburg. Die meisten Züge Richtung Chemnitz wurden gleich bis Rochlitz durchgebunden. Mit der Bahnhofserweiterung entstand auch ein Anschlussgleis zu einer Sandgrube, das bis in die 1970er Jahre bedient wurde. Seit der Einstellung des Schienenverkehrs auf dem letzten Teilstück der Bahnstrecke Glauchau–Wurzen (Muldentalbahn) am 13. August 2002 ist der Bahnhof außer Betrieb.

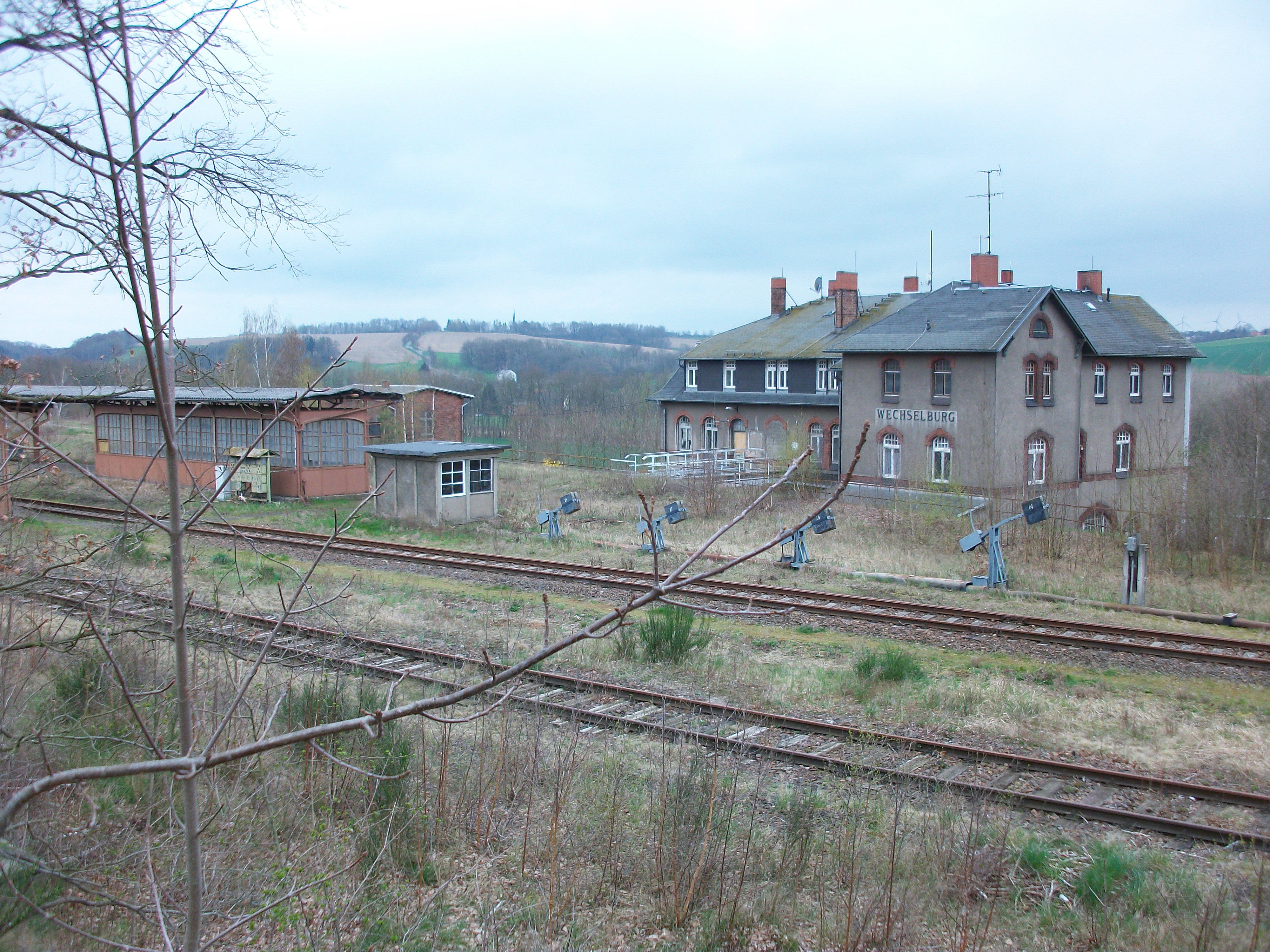
Bahnhof Wechselburg (2016)
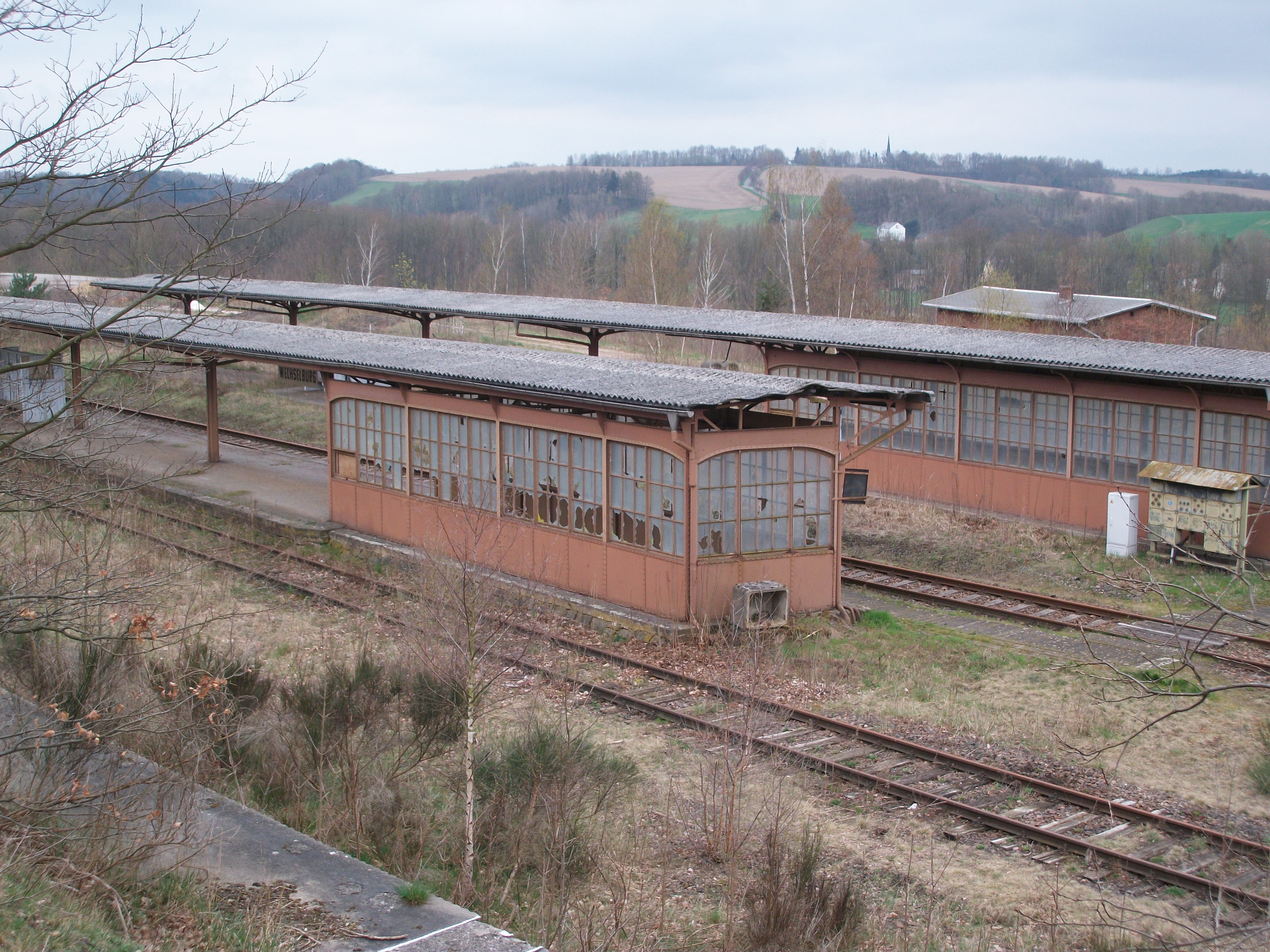
Bahnsteige im Bahnhof Wechselburg (2016)
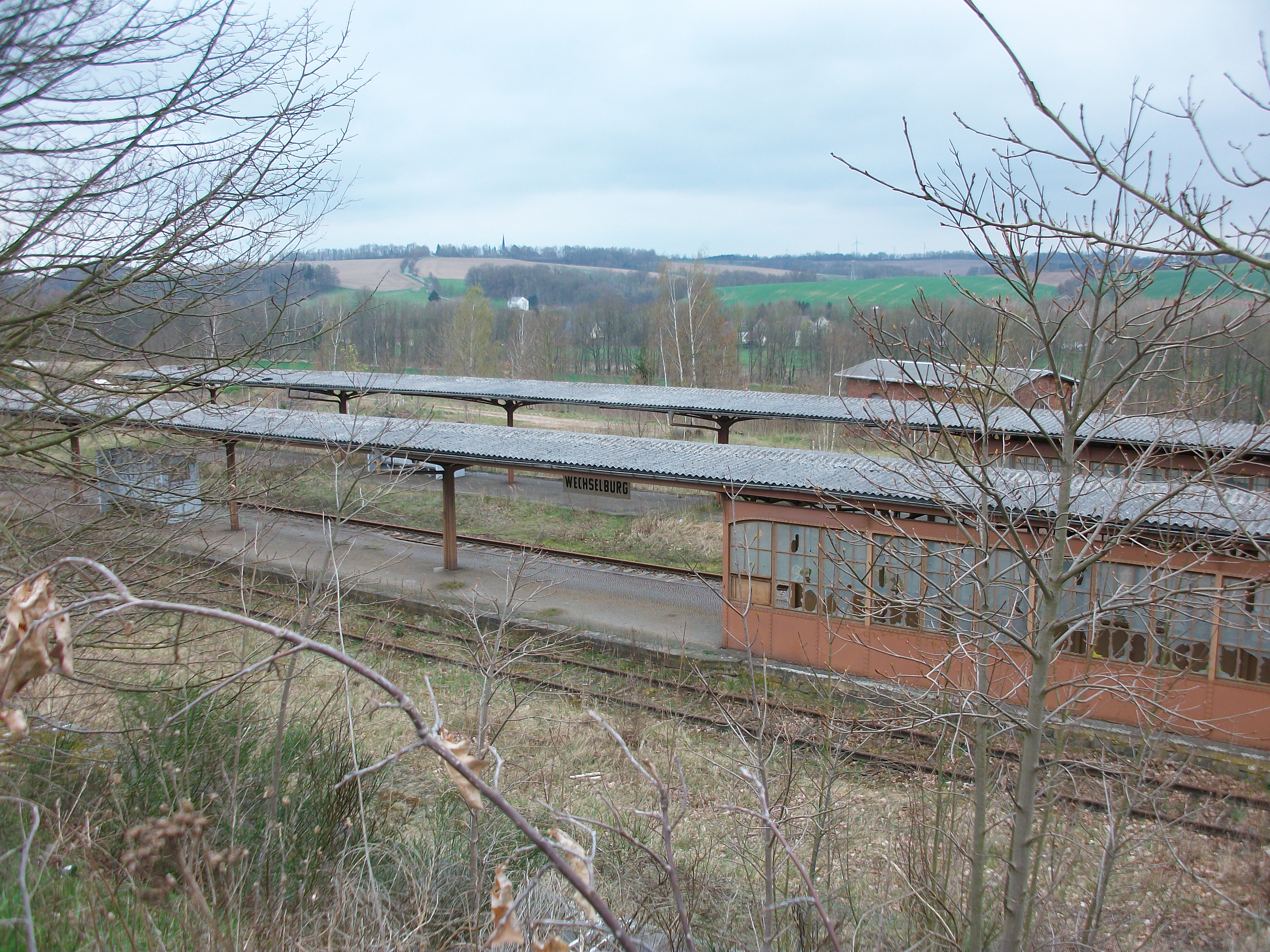
Bahnsteige im Bahnhof Wechselburg (2016)

Göritzhain ⊙

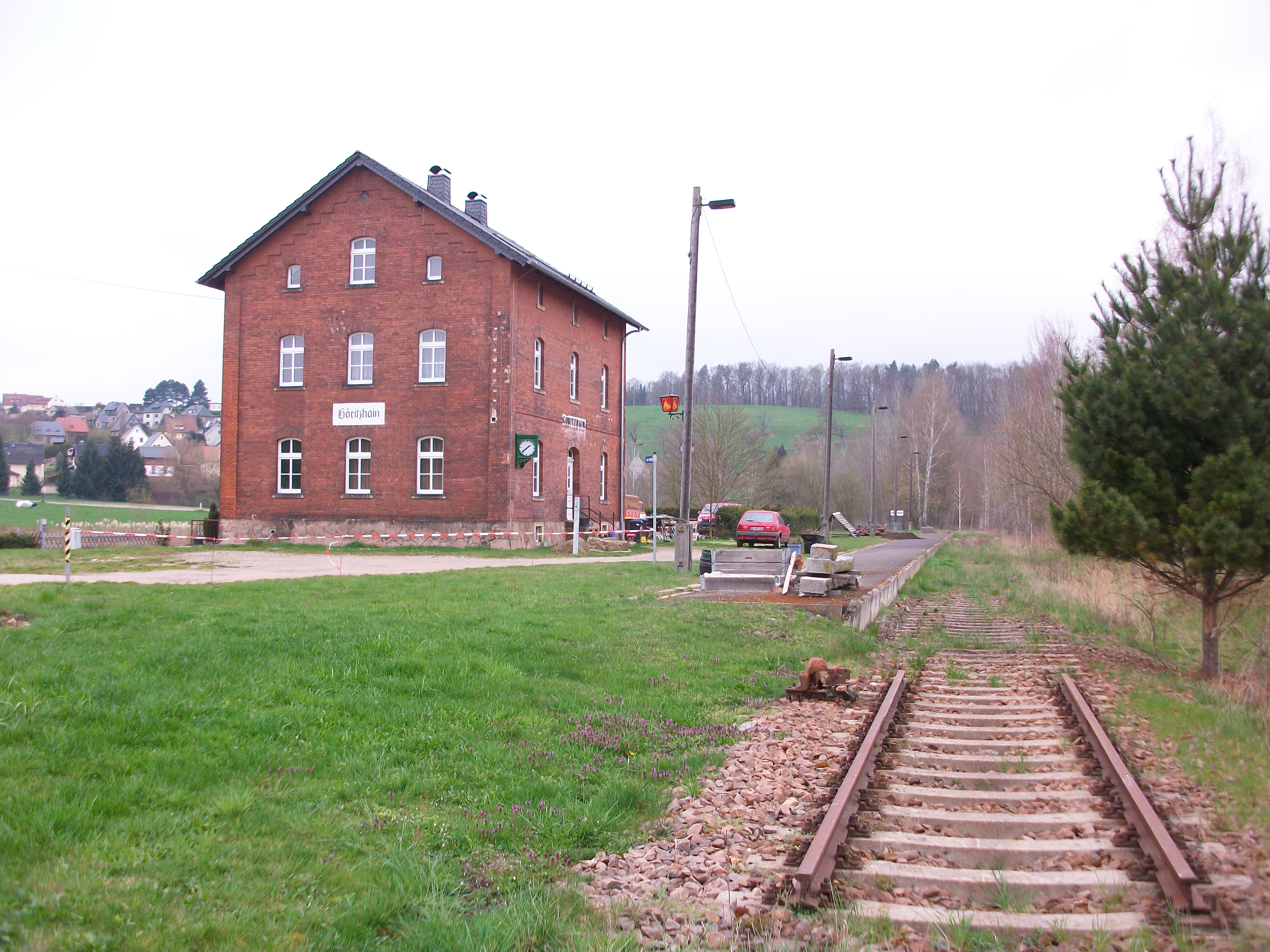
Bahnhof Göritzhain (2016)

Zunächst war Göritzhain nur eine Haltestelle, erst 1905 wurde die Station zum Bahnhof erhoben. Vor allem der Papierversand war früher von großer Bedeutung, so war neben den üblichen Güterverkehrsanlagen (Ladestraße, Güterschuppen und Seitenladerampe) auch eine Anschlussbahn zu einer Papierfabrik vorhanden. Diese wurde noch bis in die 1990er Jahre bedient. Das Empfangsgebäude – ein sächsischer Typenbau – und zwei Bahnsteige vervollständigten Anlagen. Seit 1979 war die Station nur noch ein einfacher Haltepunkt ohne Blockstellenfunktion, nachdem Göritzhain schon 1963 seinen Status als Bahnhof verloren hatte.
Stein (Chemnitztal) ⊙
Der Bahnhof Stein (Chemnitztal) wurde am 1. September 1902 als Haltestelle Stein-Chemnitzthal eröffnet. Bereits 1903 erfolgte die Umbenennung in Stein-Chemnitztal und 1905 die Hochstufung zum Bahnhof. 1911 erfolgte die Umbenennung in Stein (Chemnitztal) und 1933 die Herabstufung zum Haltepunkt. Die Station befindet sich zwischen der Chemnitz und der Chemnitztalstraße. Das Areal ist in der Gegenwart mit Gebüsch und Bäumen bewachsen, Hochbauten sind keine mehr vorhanden.

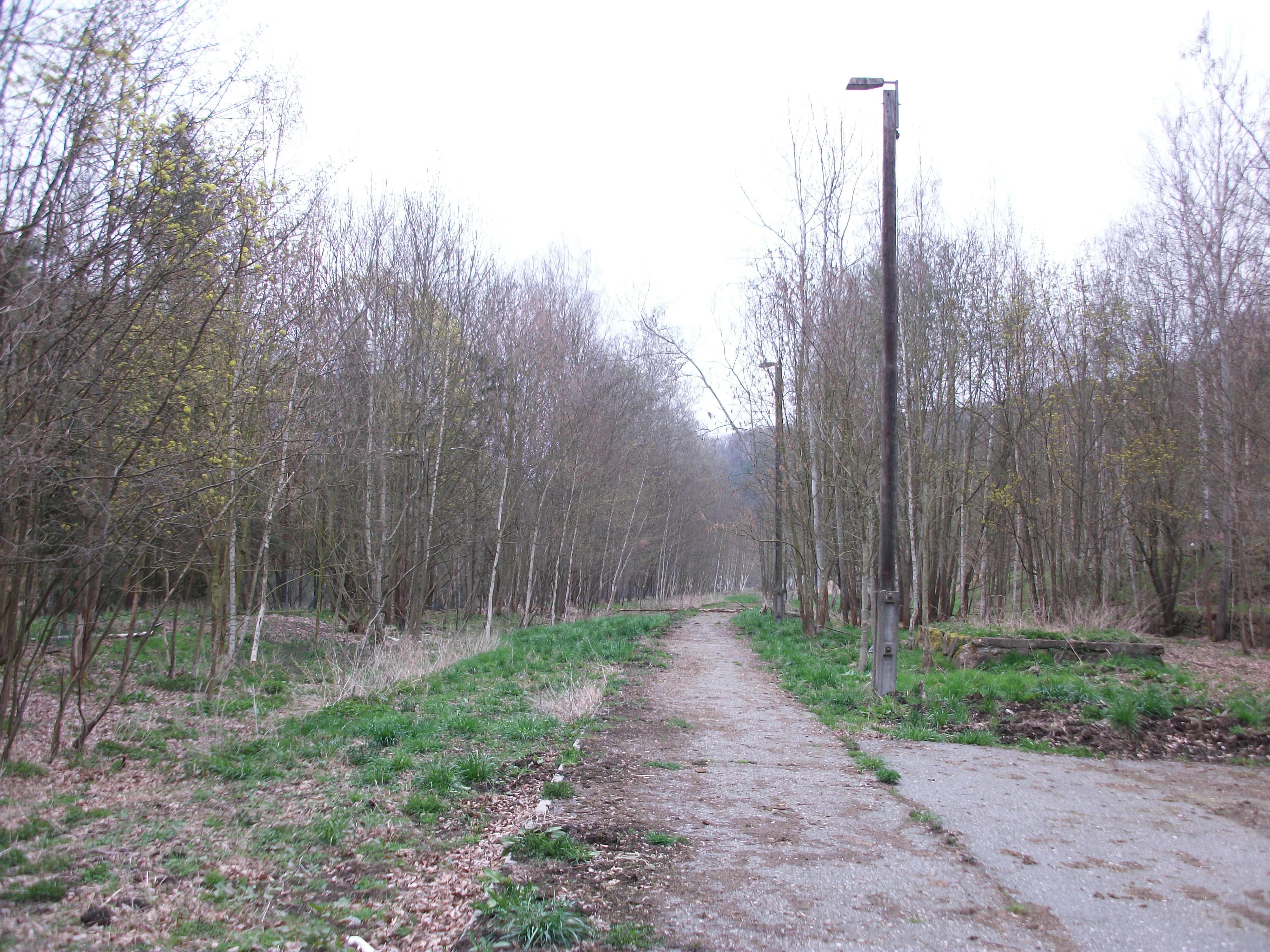
Haltepunkt Stein (Chemnitztal) (2016)
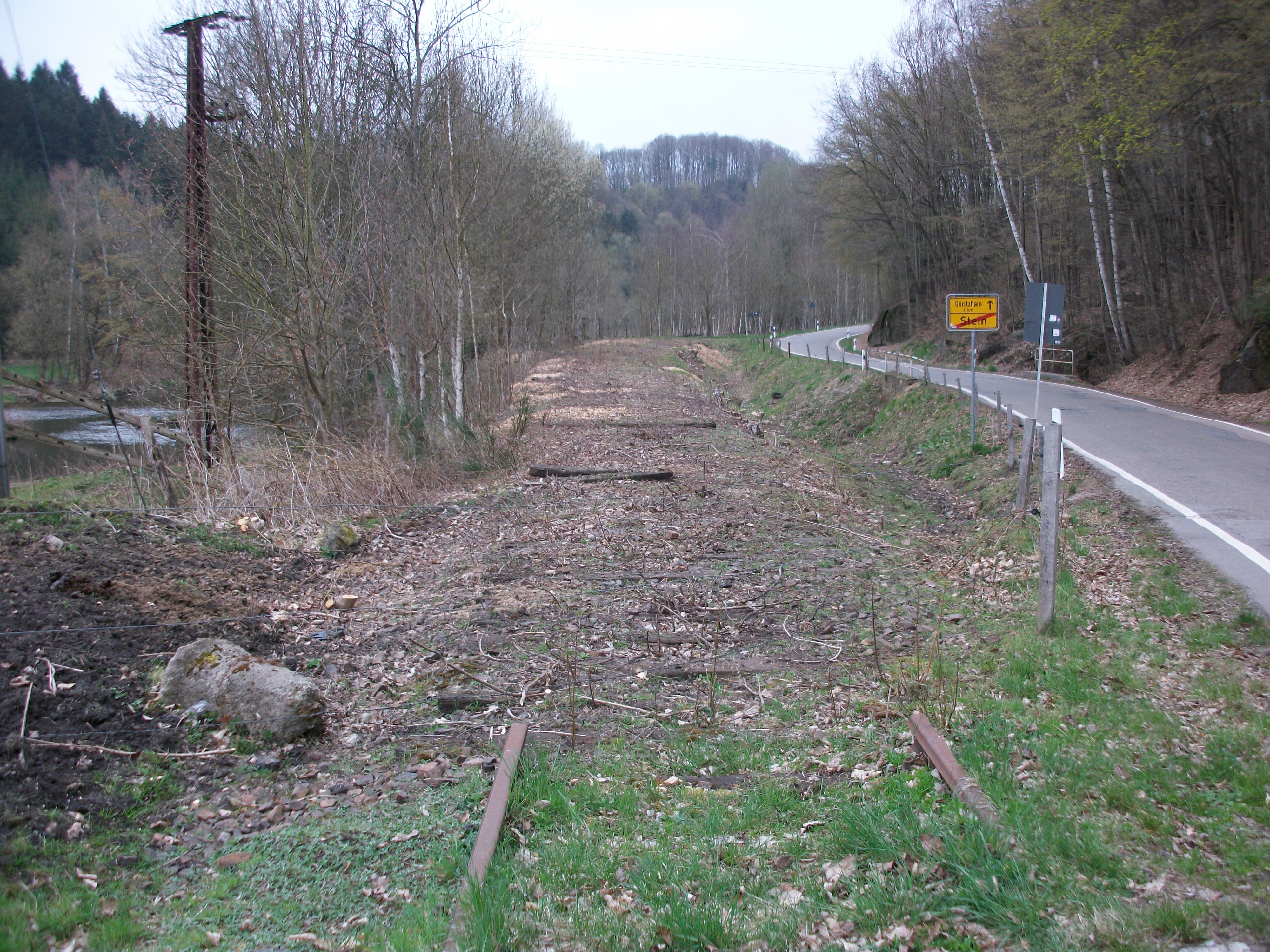
Einfahrt Stein (Chemnitztal)
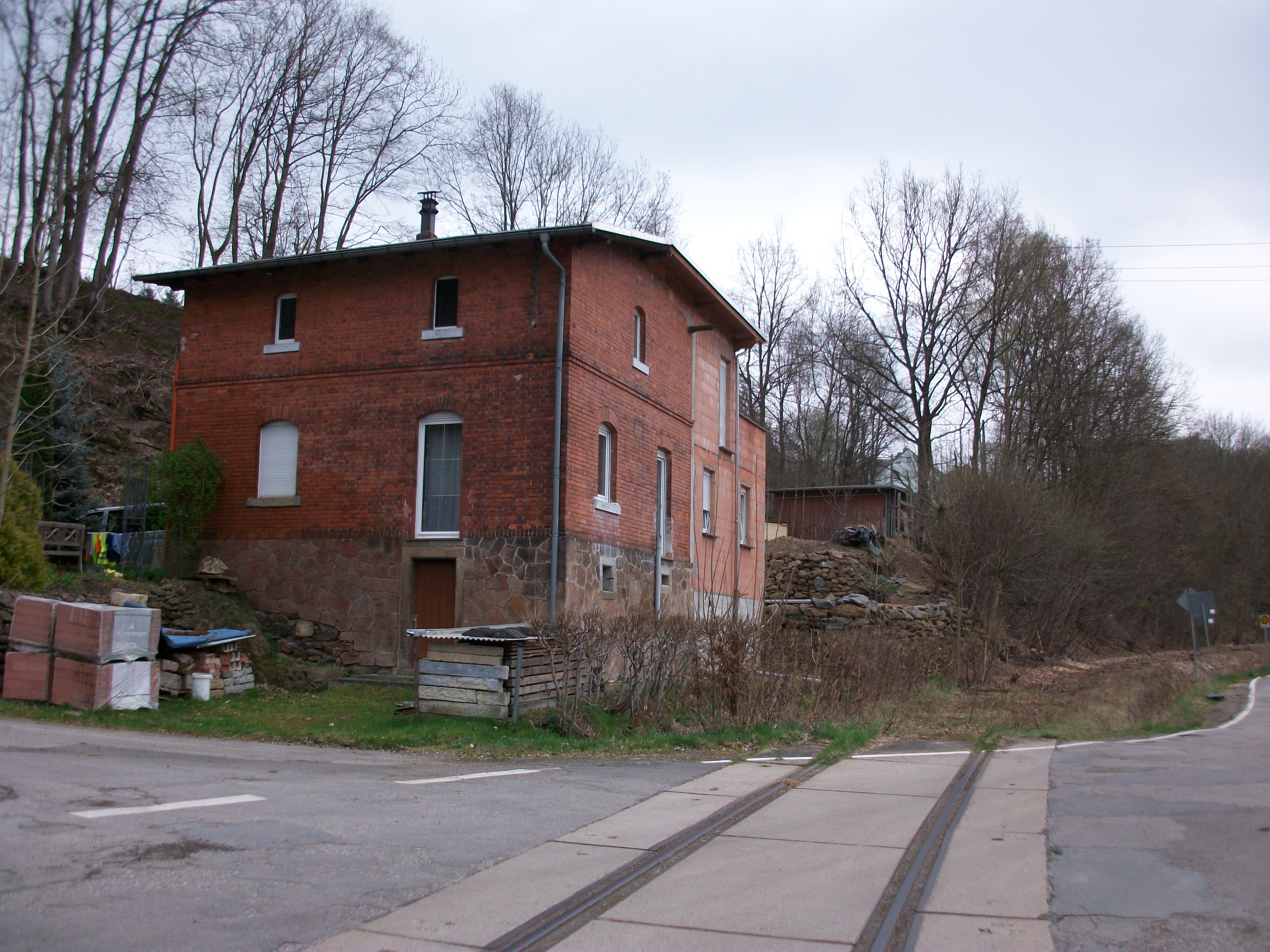
Bahnübergang Stein im Chemnitztal (2016)
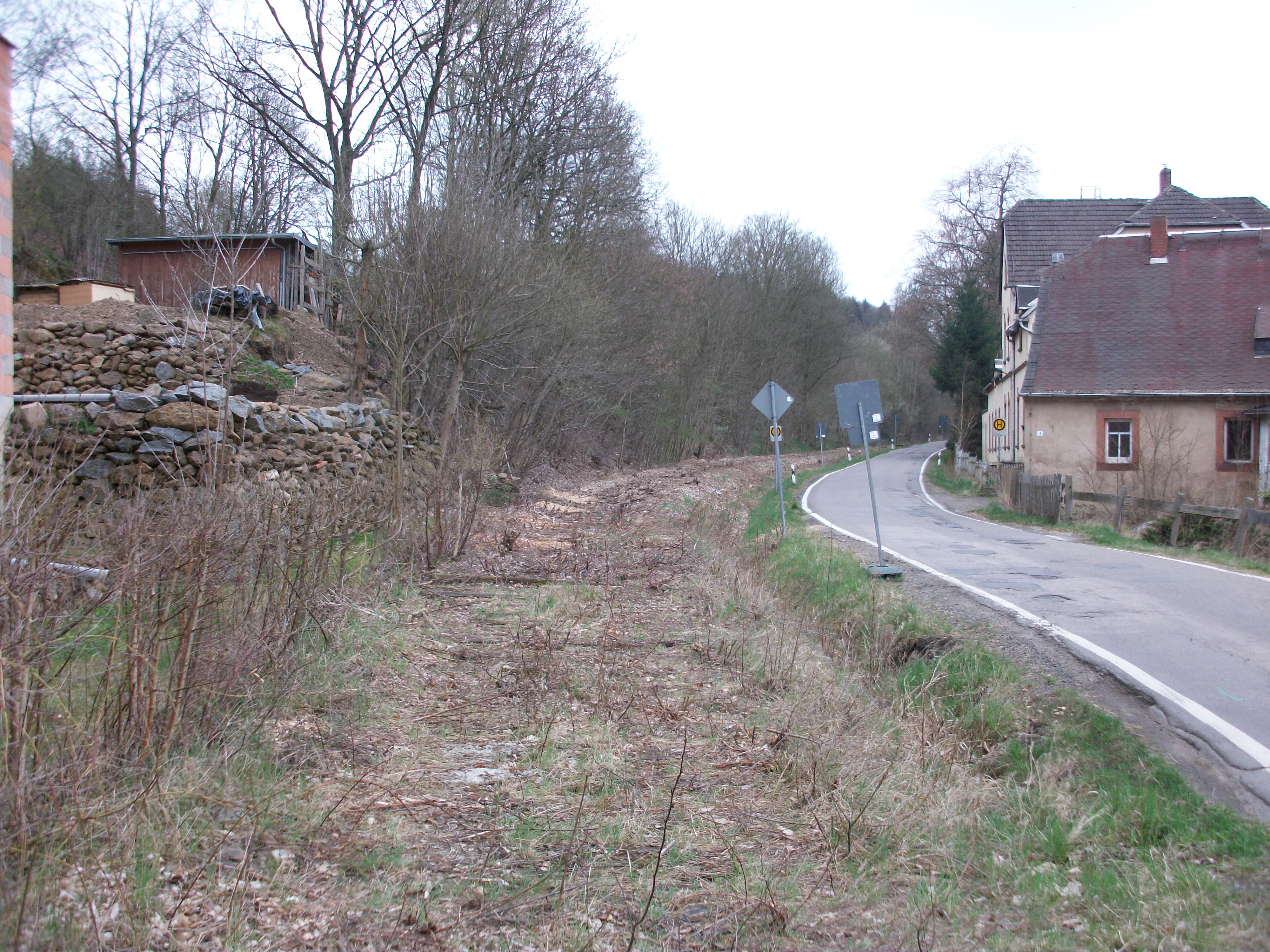
Chemnitztalbahn in Stein nach Abbau der Gleise (2016)

Mohsdorf ⊙

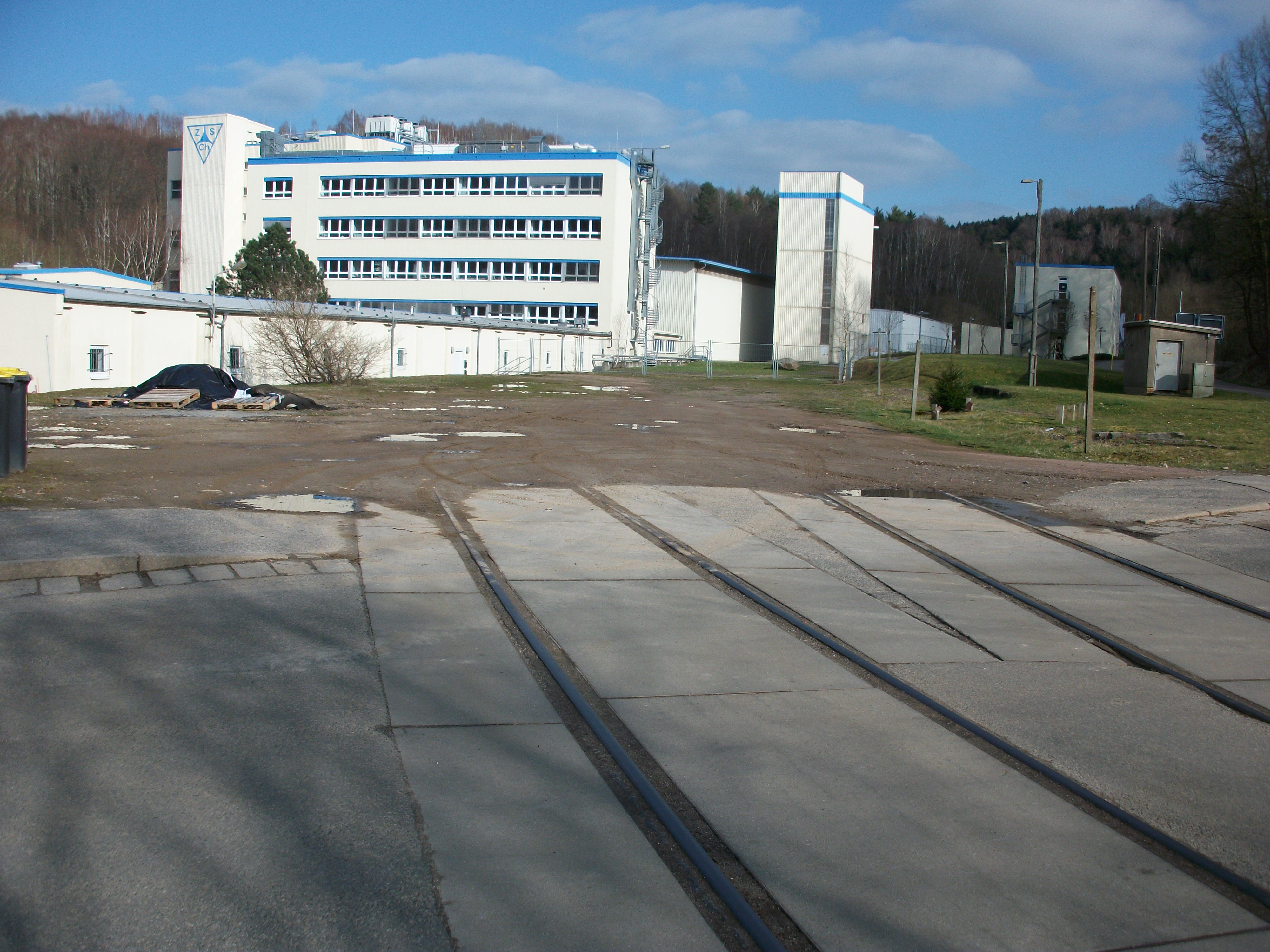
Mohsdorf mit ehemaligem Bahnsteig (rechts) und Anschlussgleis des Chemiewerks (2016)

Der Haltepunkt Mohsdorf wurde am 1. September 1902 eröffnet. Er wurde mit der Stilllegung der Strecke am 24. Mai 1998 außer Betrieb genommen. Das Areal wurde von einem benachbarten Chemieunternehmen, das früher ein Anschlussgleis besaß, gekauft und teilweise überbaut. Hochbauten sind keine mehr vorhanden.
Schweizerthal-Diethensdorf ⊙
Der Bahnhof Schweizerthal-Diethensdorf wurde am 1. September 1902 als Haltestelle eröffnet und 1905 zum Bahnhof hochgestuft. Ab 1953 war er wieder Haltepunkt, der mit der Stilllegung der Strecke am 24. Mai 1998 außer Betrieb genommen wurde. Der Halt ist der Endpunkt der Museumsbahnstrecke von Markersdorf-Taura, die vom
Verein „Eisenbahnfreunde Chemnitztal e. V.“ betrieben wird. Die Station, die den Namen der beiden Orte Schweizerthal und Diethensdorf trägt, befindet sich auf dem Diethensdorfer Ufer der Chemnitz am unteren Ortsausgang. Schweizerthal ist ungefähr einen Kilometer entfernt. Am Haltepunkt sind bis auf das Bahnwärterhaus keine Hochbauten mehr vorhanden.

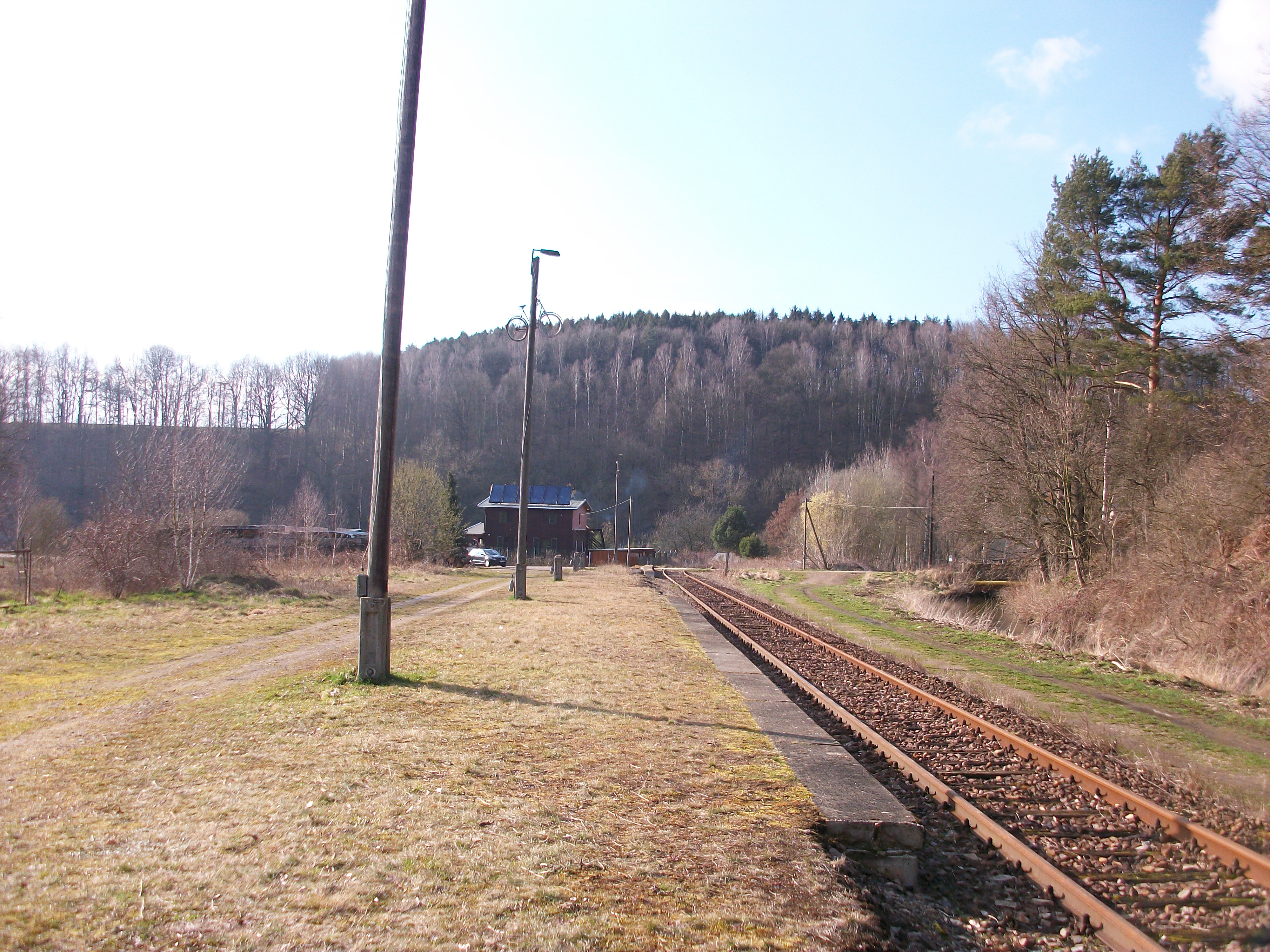
Haltepunkt Schweizerthal-Diethensdorf, Richtung Wechselburg (2016)
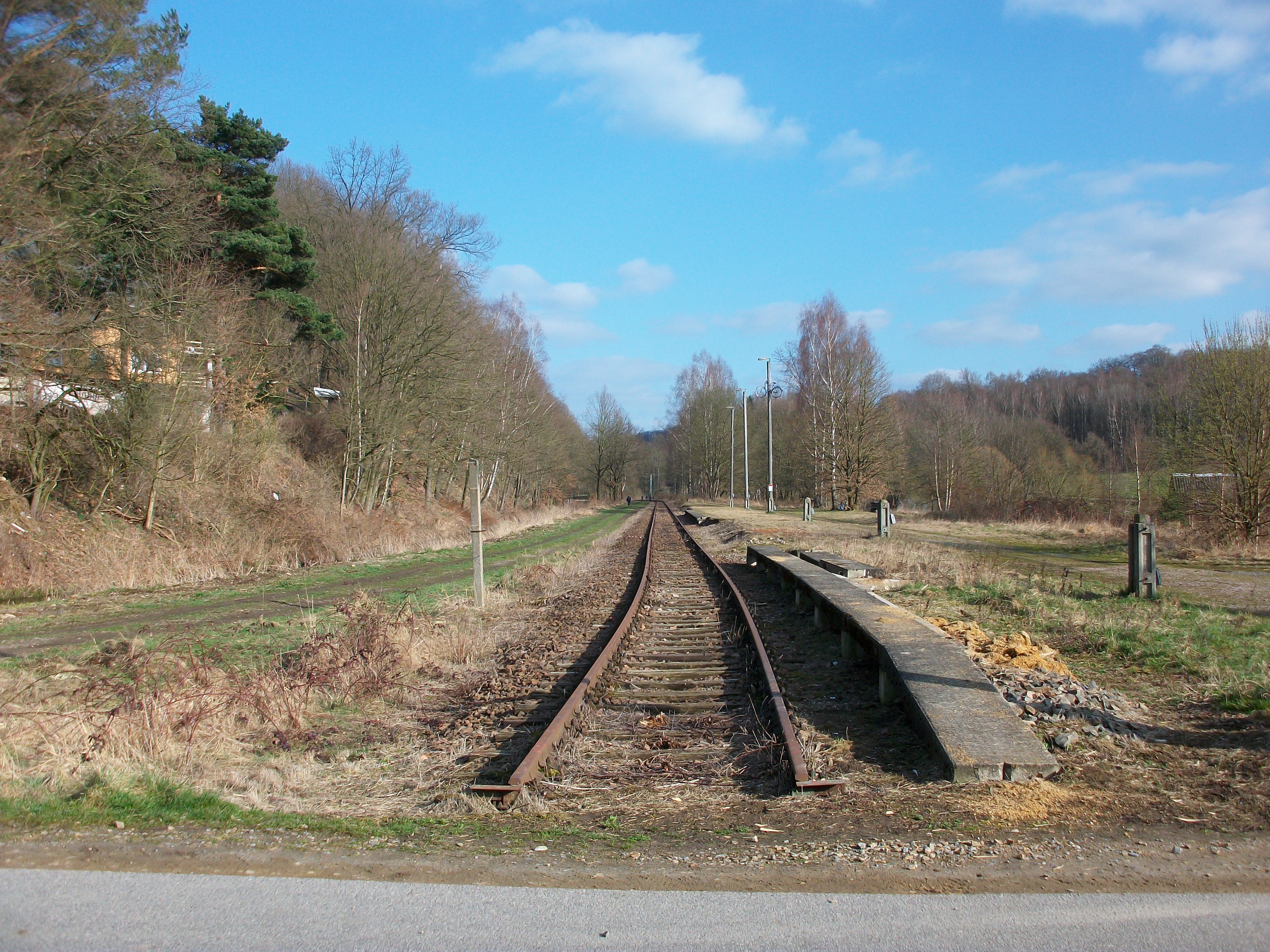
Haltepunkt Schweizerthal-Diethensdorf, Richtung Chemnitz (2016)

Markersdorf-Taura ⊙
Der Bahnhof Markersdorf-Taura wurde am 1. September 1902 als Haltestelle eröffnet und 1905 zum Bahnhof hochgestuft. Seit der Einstellung des Personenverkehrs am 24. Mai 1998 war der Bahnhof bis zum 31. Januar 2000 ein Güterbahnhof. Das Empfangsgebäude, die Güterabfertigung und weitere Gebäude sind vorhanden. Sie werden vom Verein „Eisenbahnfreunde Chemnitztal e. V.“ als „Museumsbahnhof Markersdorf-Taura“ genutzt. Von hier fahren an ausgewählten Tagen Draisinen bis zum ehemaligen Bahnhof Schweizerthal-Diethensdorf. Der Bahnhof, der den Namen der beiden Orte Markersdorf und Taura trägt, befindet sich auf dem Markersdorfer Ufer der Chemnitz.

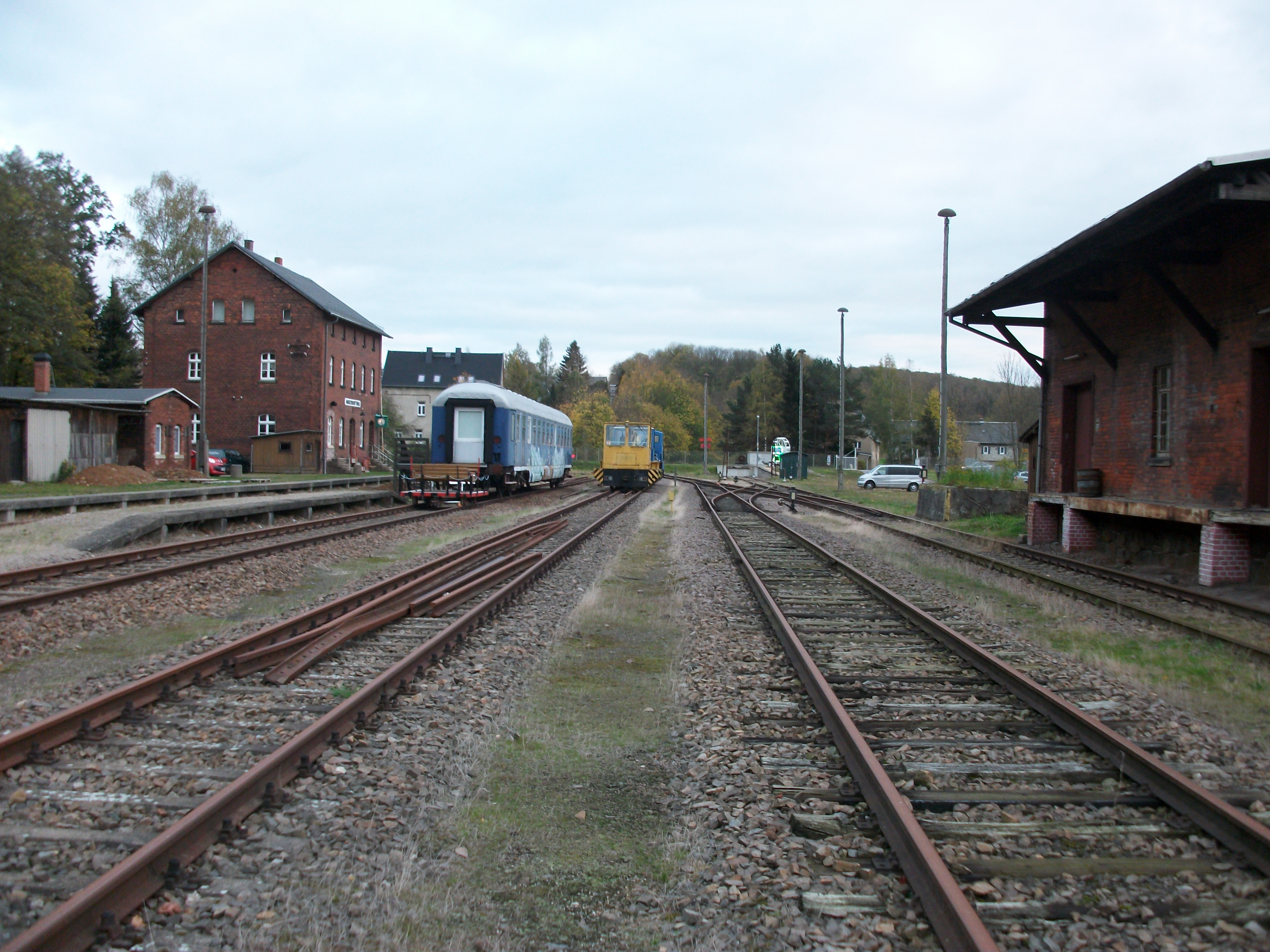
Museumsbahnhof Markersdorf-Taura (2017)
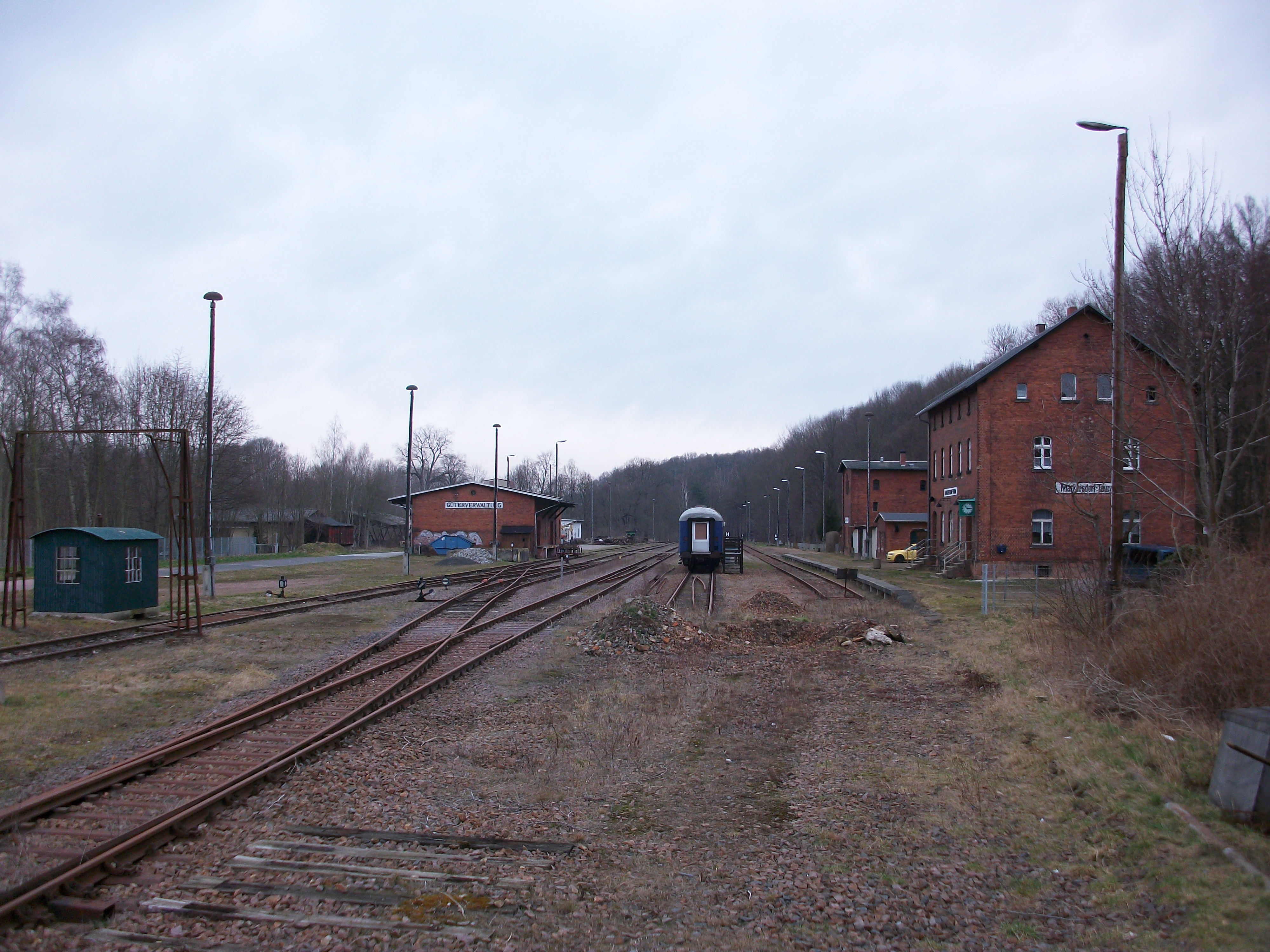
Museumsbahnhof Markersdorf-Taura (2016)
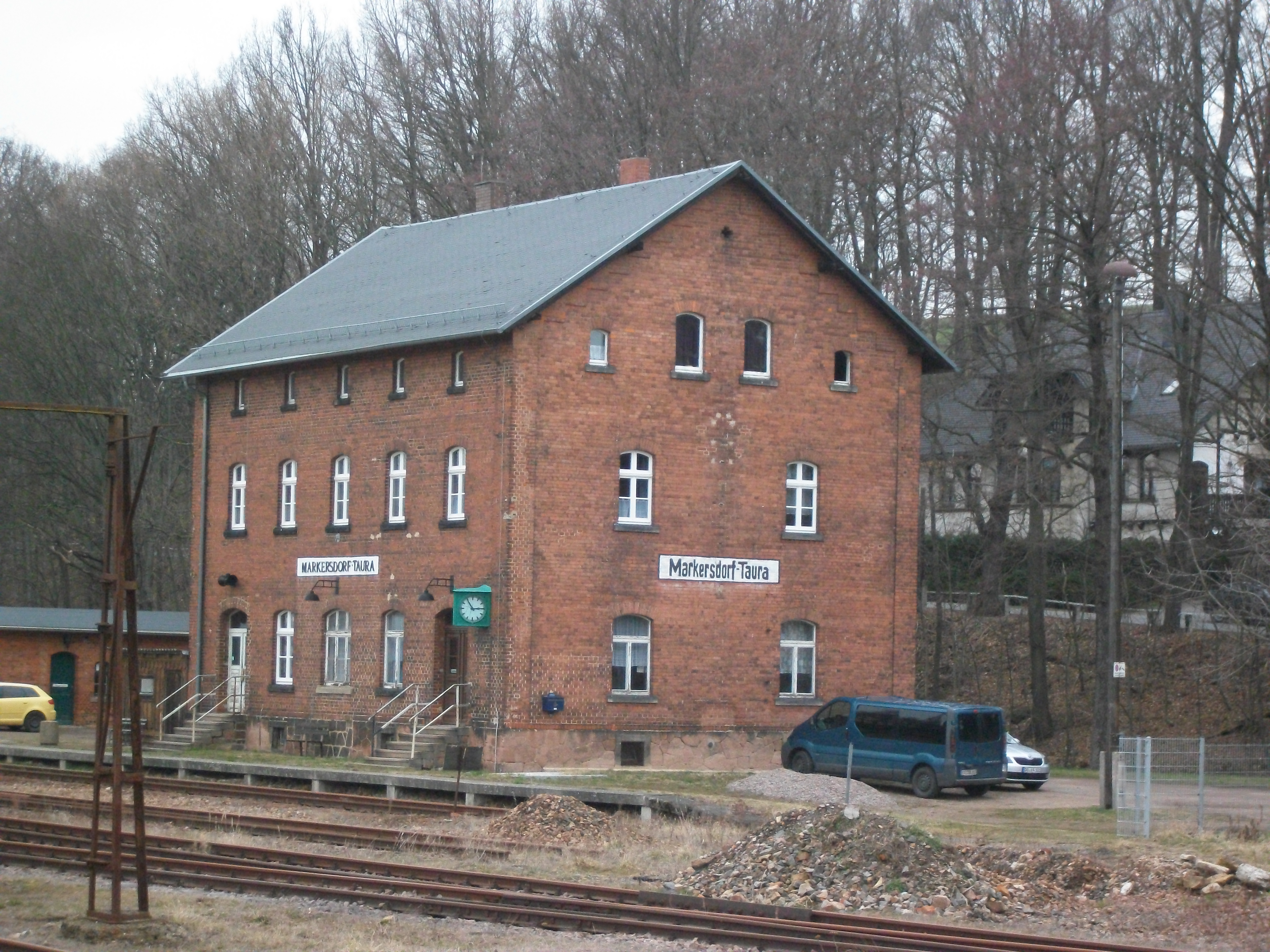
Bahnhof Markersdorf-Taura, Empfangsgebäude (2016)
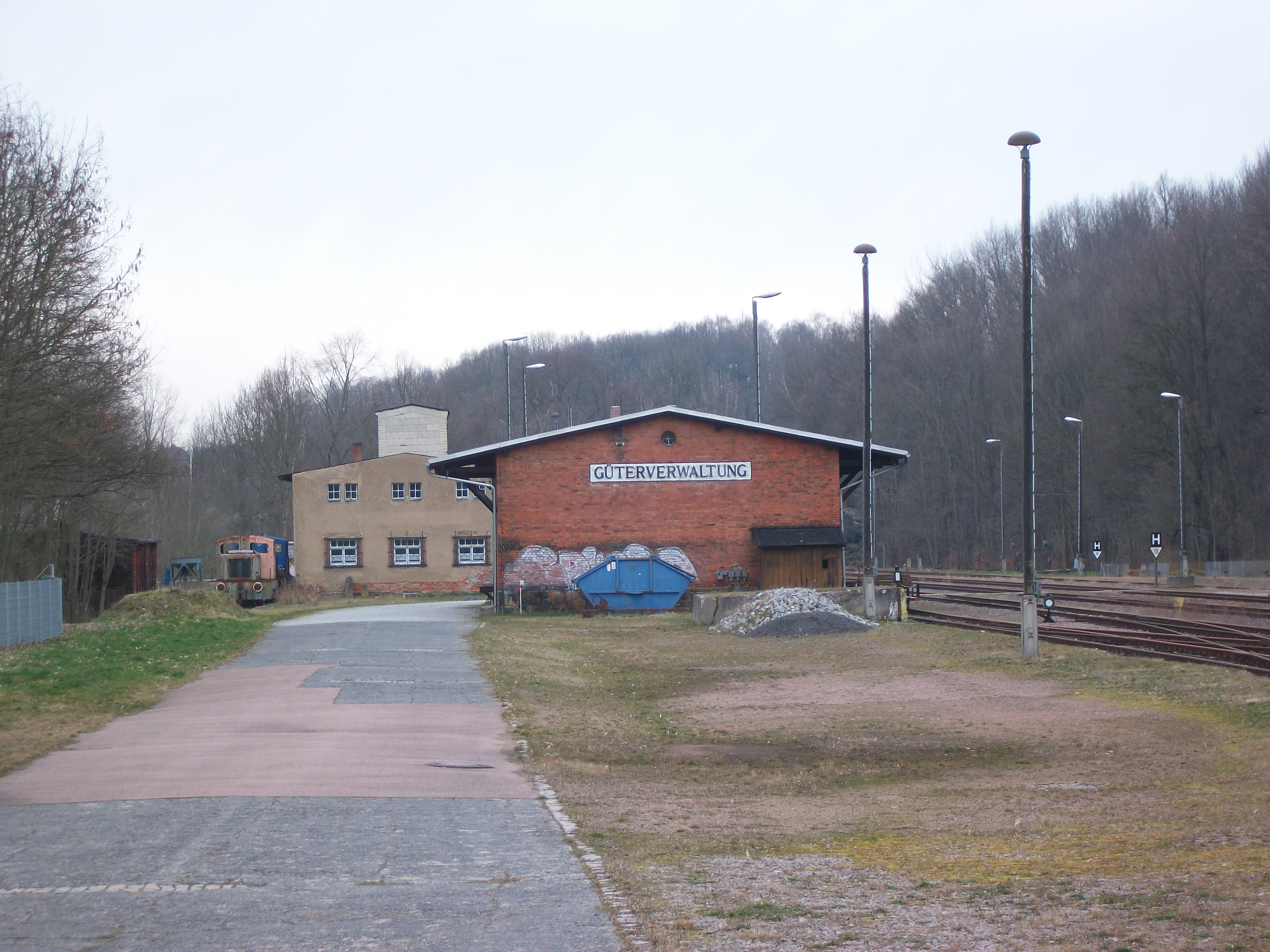
Bahnhof Markersdorf-Taura, Güterabfertigung (2016)
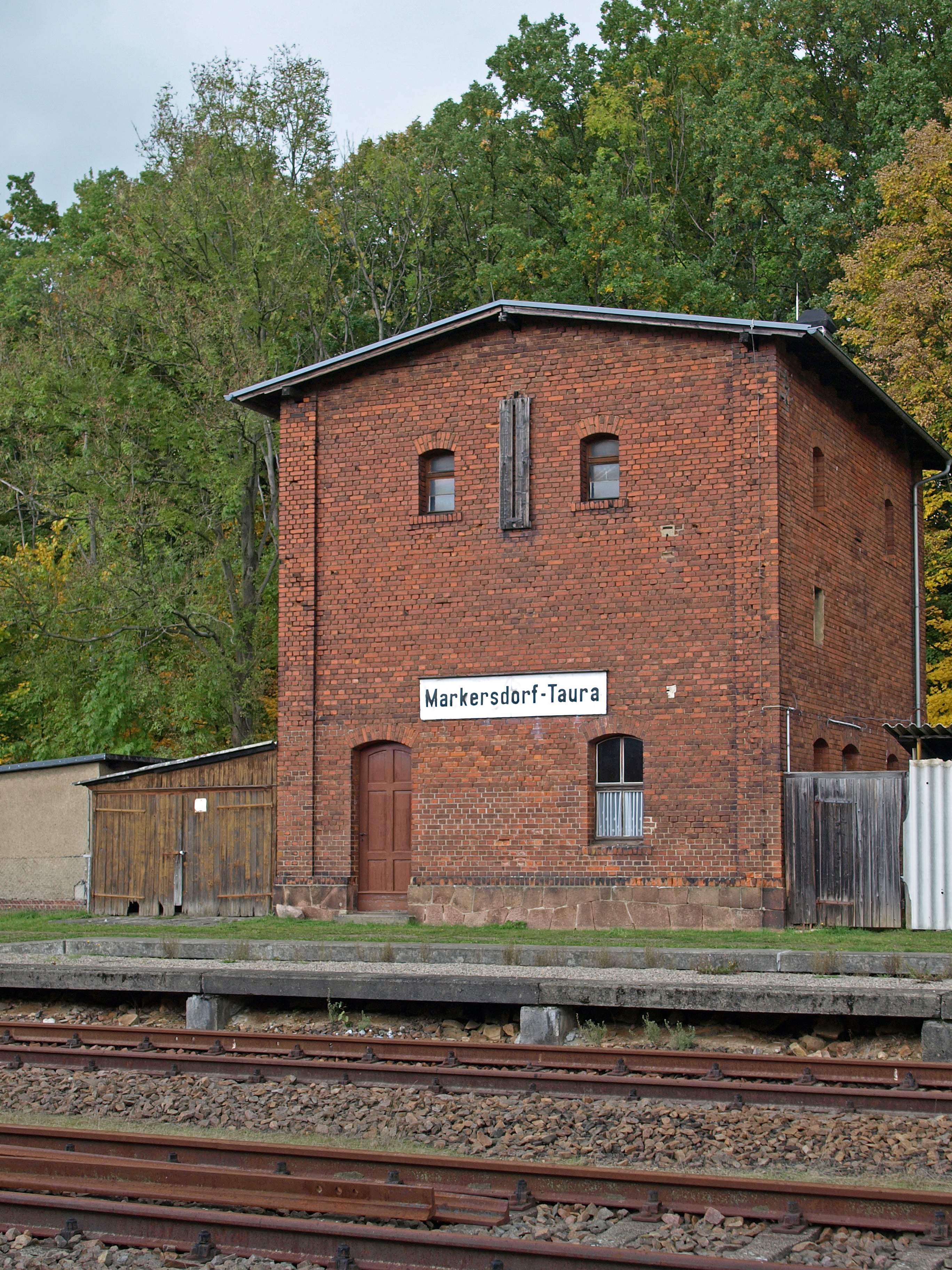
Bahnhof Markersdorf-Taura, Wasserturm

Auerswalde-Köthensdorf ⊙

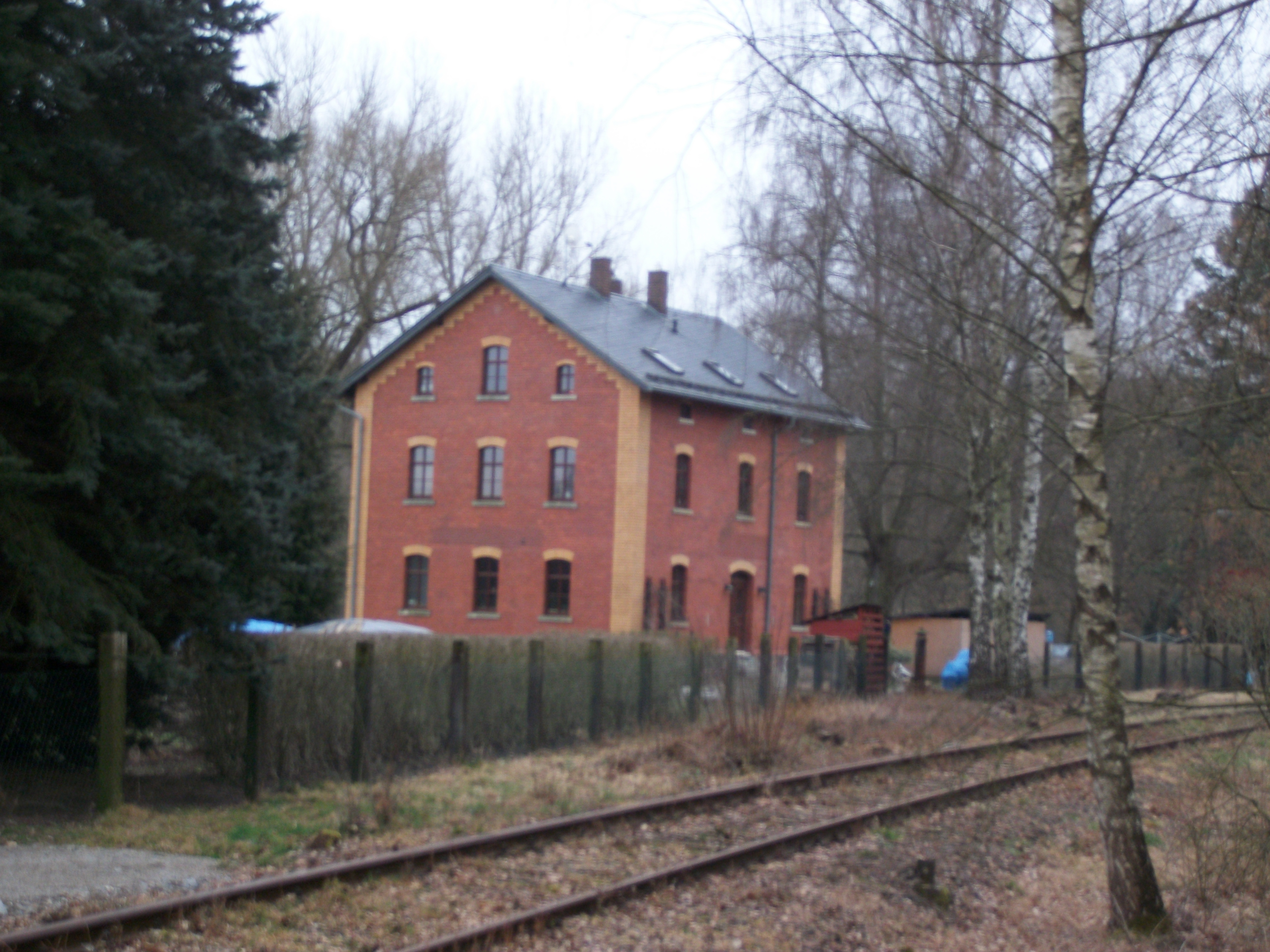
Bahnhof Auerswalde-Köthensdorf (2016) mit Gleisresten

Der Bahnhof Auerswalde-Köthensdorf wurde am 1. September 1902 als Haltestelle Auerswalde eröffnet. Bereits 1903 erfolgte die Umbenennung in Auerswalde-Köthensdorf und 1905 die Hochstufung zum Bahnhof. Seit 1963 war Auerswalde-Köthensdorf eine Haltestelle, seit 1981 ein Haltepunkt, der mit der Stilllegung der Strecke am 24. Mai 1998 außer Betrieb genommen wurde. Das Empfangsgebäude wird als privates Wohnhaus genutzt. Die Station, die den Namen der beiden Orte Auerswalde und Köthensdorf trägt, befindet sich ca. 1 Kilometer von beiden Orten entfernt am linken Ufer der Chemnitz. Sie ist über die Chemnitztalstraße erreichbar. Im Bereich des ehemaligen Bahnhofs befanden sich im Jahr 2016 noch Gleisreste.
Wittgensdorf unt Bf ⊙

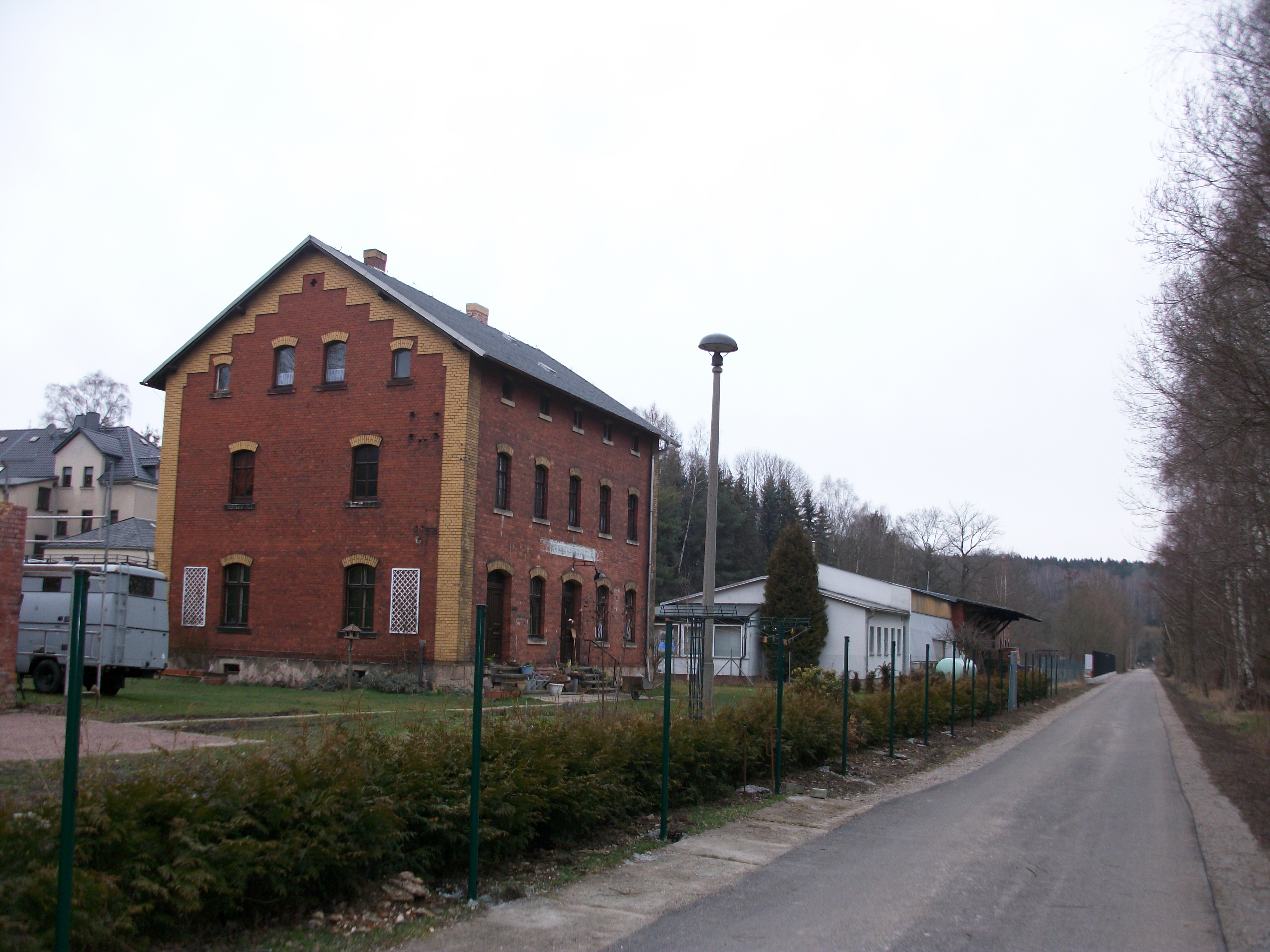
Wittgensdorf unt Bf (2016) mit Chemnitztalradweg

Wittgensdorf unt Bf wurde am 1. September 1902 als Haltestelle eröffnet und 1905 zum Bahnhof hochgestuft. Nach Wittgensdorf ob Bf an der Bahnstrecke Neukieritzsch–Chemnitz war es der zweite Bahnhof von Wittgensdorf. Er trug bis 1927 den Namen Unterwittgensdorf. Seit dem 1. Januar 1967 war Wittgensdorf unt Bf ein Haltepunkt, der mit der Stilllegung der Strecke am 24. Mai 1998 außer Betrieb genommen wurde. Das Empfangsgebäude wird als privates Wohnhaus genutzt. Die Bahnstrecke vor dem Bahnhof wurde zum asphaltierten Radweg umgenutzt.
Heinersdorf-Draisdorf ⊙
Der Haltepunkt trug während seiner Betriebszeit vier unterschiedliche Namen, im Einzelnen waren dies:
- bis 30. April 1904: Haltepunkt Heinersdorf bei Chemnitz
- bis 19. Mai 1951: Haltepunkt Heinersdorf-Draisdorf
- bis 9. Mai 1953: Haltepunkt Chemnitz-Heinersdorf
- seit 9. Mai 1953: Haltepunkt Karl-Marx-Stadt-Heinersdorf

Die Anlagen des Haltepunkts bestanden lediglich aus einem Bahnsteig sowie einer kleinen Wartehalle. Die zuletzt nur noch gering frequentierte Betriebsstelle wurde am 29. September 1977 geschlossen.

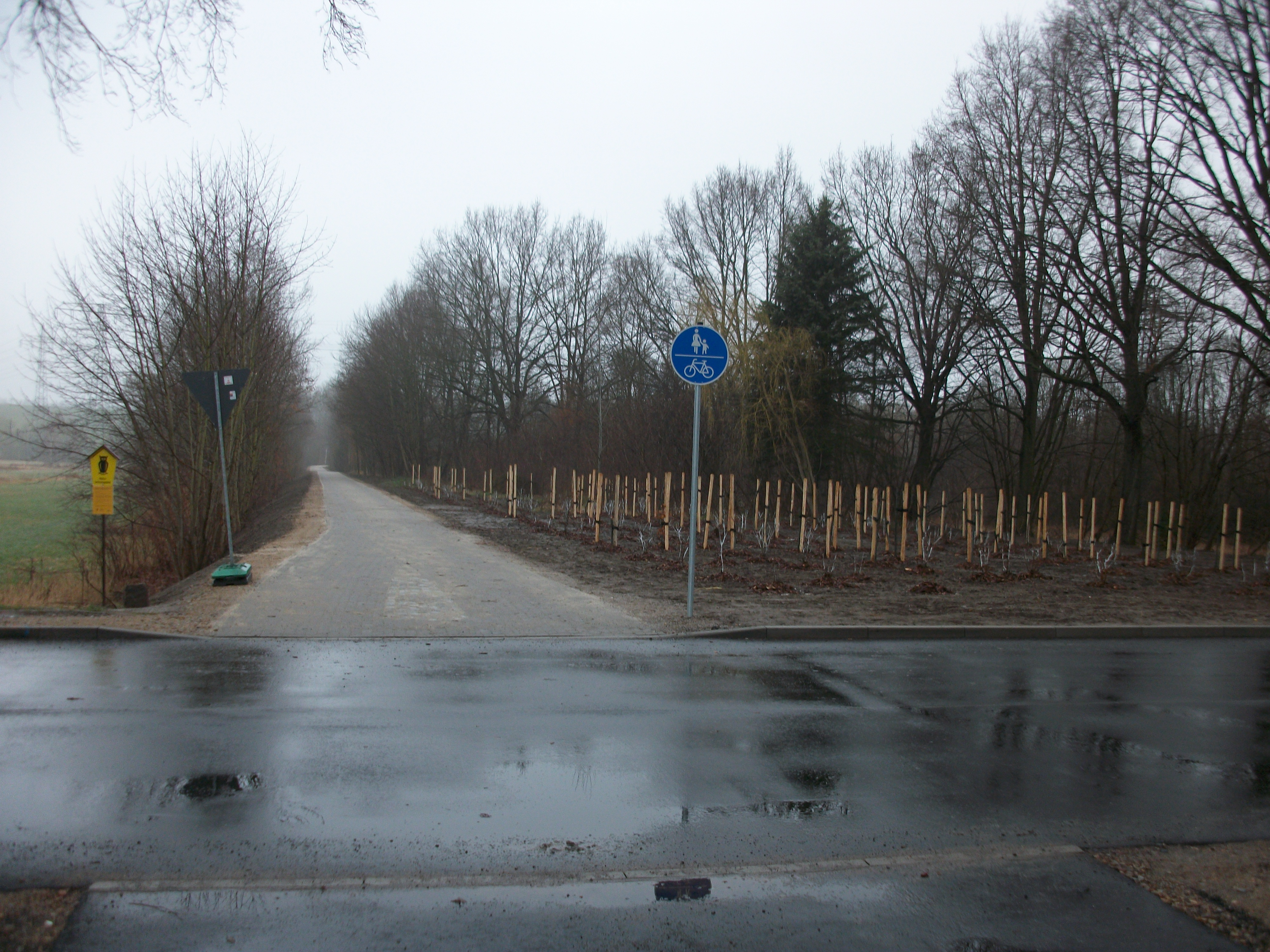
Ehem. Haltepunkt Heinersdorf (2016)
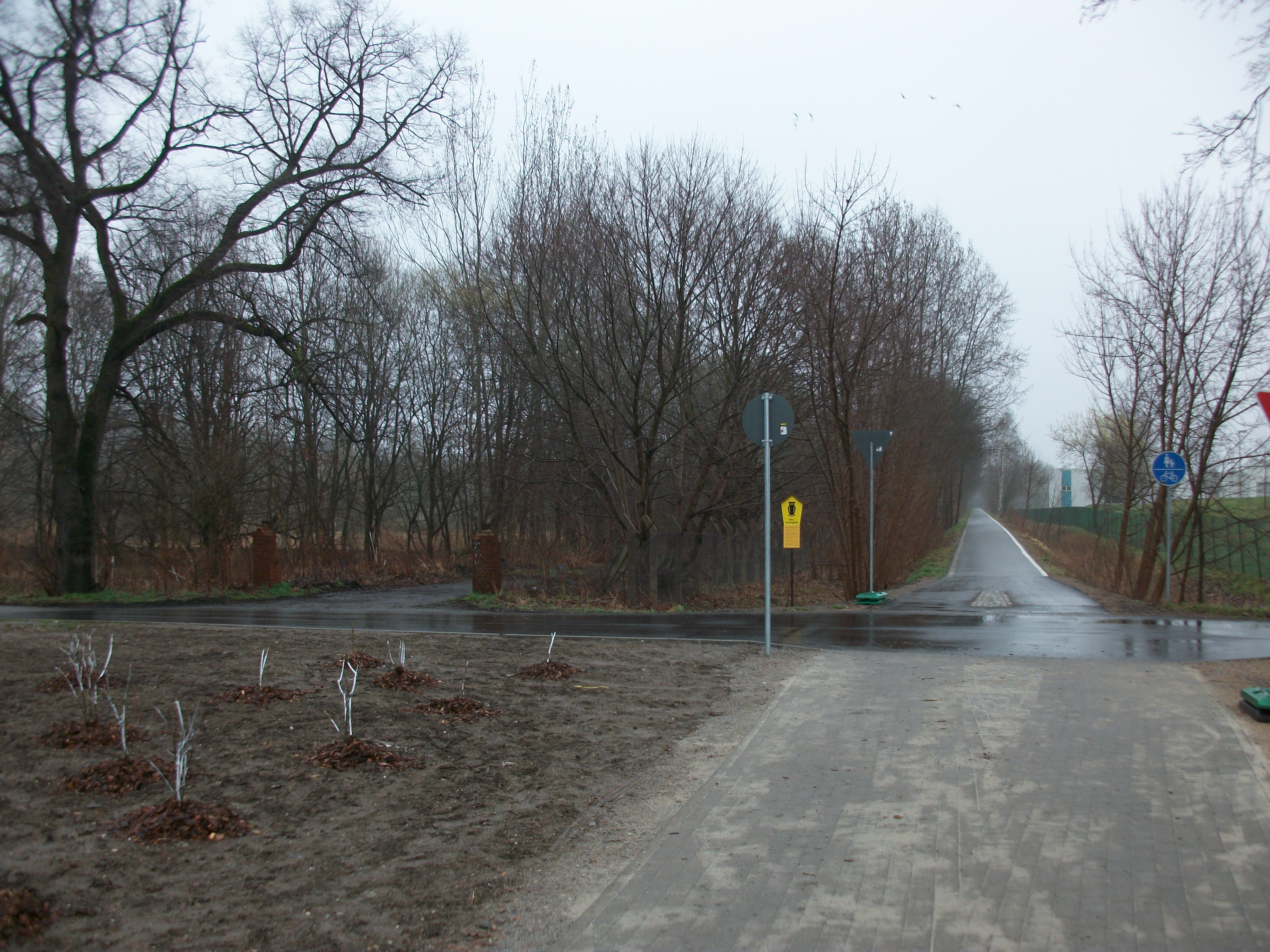
Radweg am ehem. Bahnübergang Heinersdorfer Straße (2016)

Chemnitz-Glösa ⊙

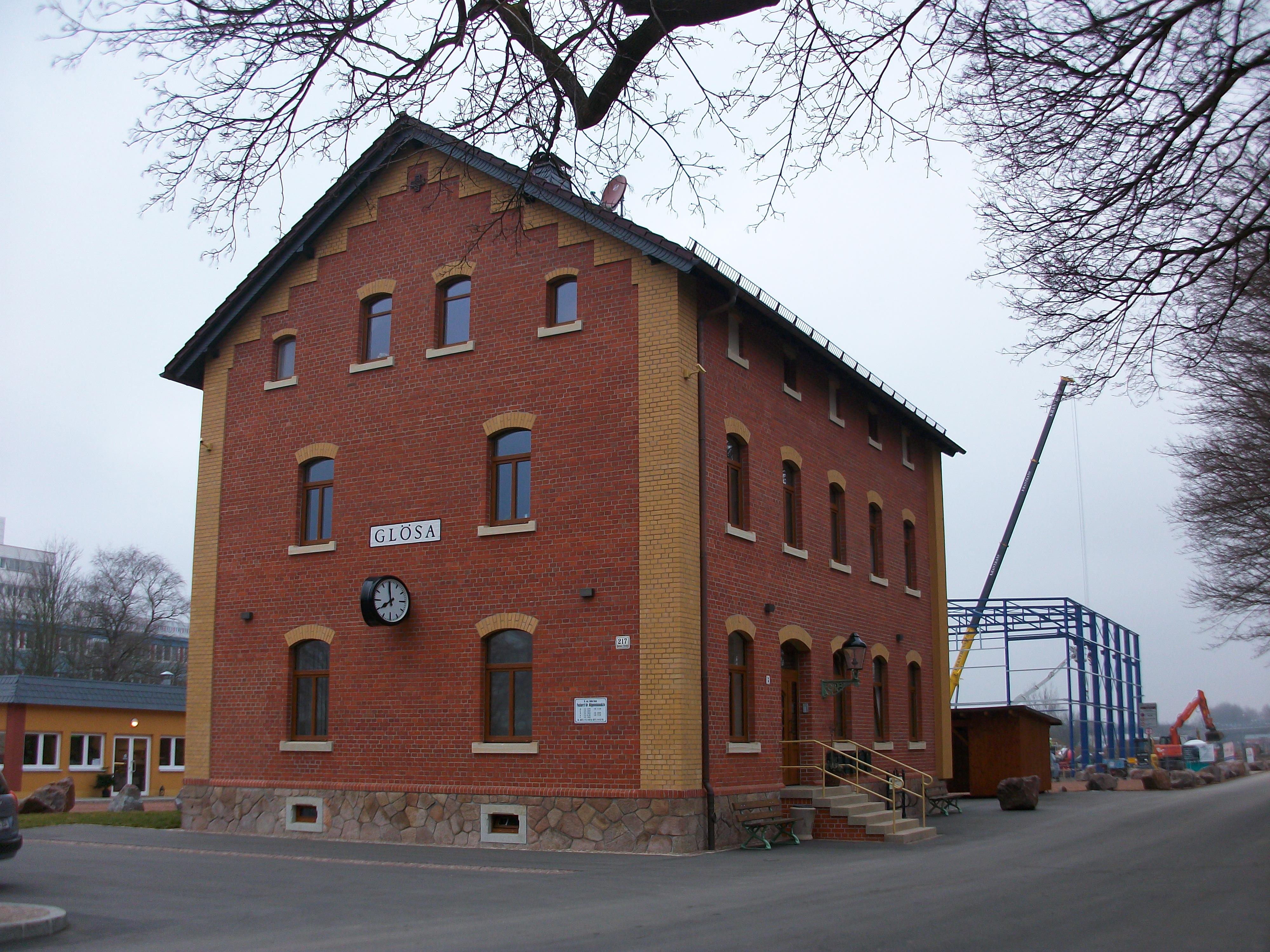
Bahnhof Chemnitz-Glösa, Vorderseite (2016)

Der Bahnhof Glösa wurde am 1. September 1902 als Haltestelle eröffnet und 1905 zum Bahnhof hochgestuft. Er trug folgende Namen:
- bis 1950: Glösa
- bis 1953: Chemnitz-Glösa (nach der Eingemeindung von Glösa nach Chemnitz)
- bis 1990: Karl-Marx-Stadt-Glösa (während der Umbenennung von Chemnitz)
- seit 1990: Chemnitz-Glösa

Er befindet sich an der Bornaer Straße in Chemnitz-Glösa. Mit der Stilllegung der Strecke wurde der Bahnhof am 24. Mai 1998 außer Betrieb genommen, jedoch wurden die Bahnhofsgleise noch bis 2007 zum Ausziehen der Züge aus Richtung Chemnitz-Furth genutzt. Seitdem endet das Streckengleis vor der Bornaer Straße. Das 2012 restaurierte Empfangsgebäude beherbergt u. a. eine Arztpraxis.
Chemnitz-Furth ⊙

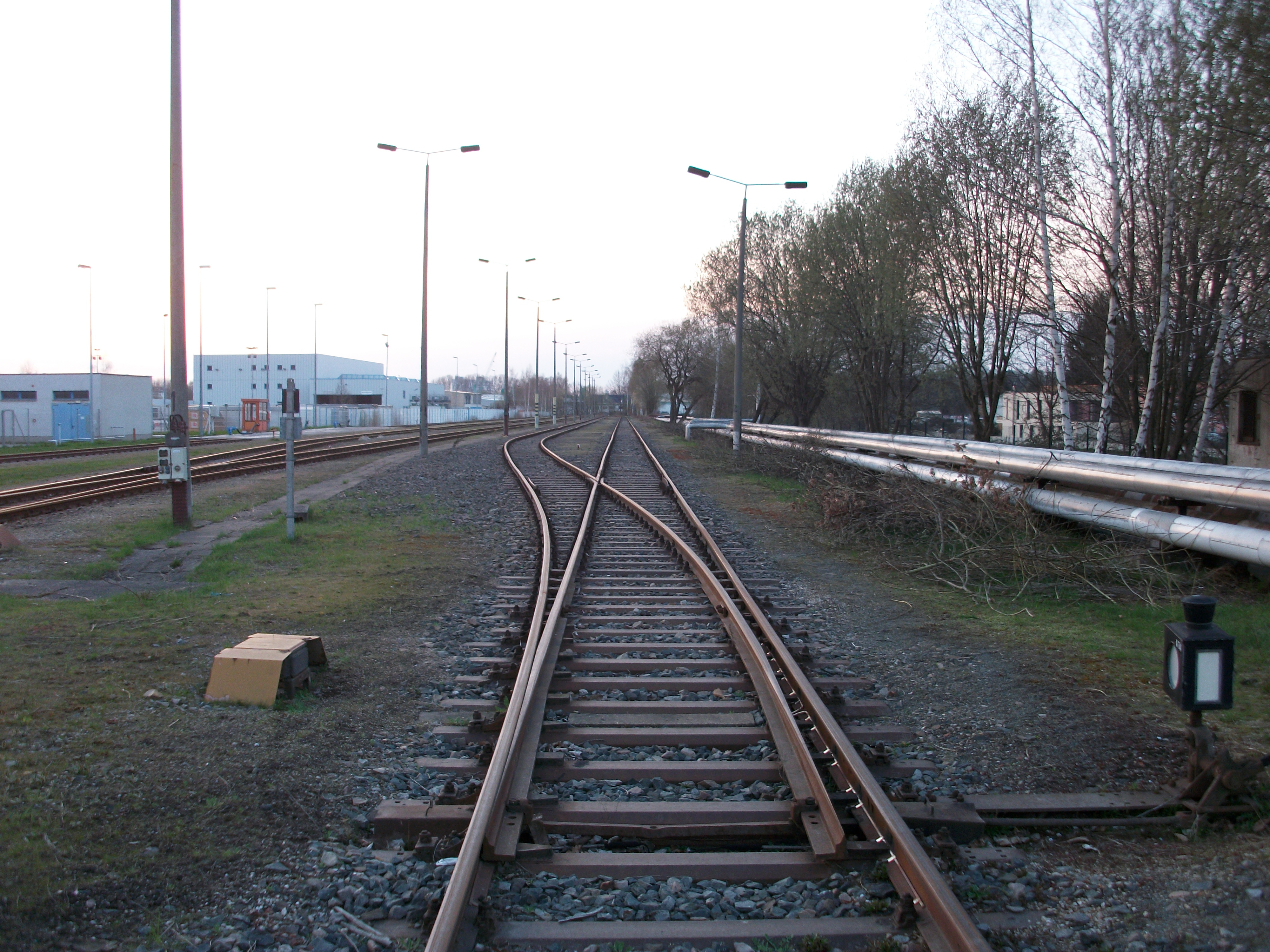
Ladestelle Chemnitz-Furth (2016)

Die Station Chemnitz-Furth Ldst wurde am 1. Juli 1902 in Betrieb genommen. 1933 erfolgte die Hochstufung zum Güterbahnhof. Die Station trug folgende Namen:
- bis 1911: Furth b Chemnitz Ladestelle
- bis 1913: Furth b Chemnitz
- bis 1953: Chemnitz-Furth
- bis 1990: Karl-Marx-Stadt-Furth
- seit 1990: Chemnitz-Furth

Der Güterbahnhof ist über ein Anschlussgleis bei Kilometer 21,93 an die Bahnstrecke Wechselburg–Küchwald angebunden. Seitdem diese stillgelegt ist, wurde das Streckengleis, das noch bis kurz vor den Bahnhof Chemnitz-Glösa an der Bornaer Straße liegt, und das Anschlussgleis zum Gbf Chemnitz-Furth und zum Heizkraftwerk Chemnitz-Nord in ein Anschlussgleis umgewandelt. Das Datum der Betriebseinstellung des Güterbahnhofs ist nicht bekannt. Die verbliebenen Anlagen dienen heute hauptsächlich zum Abstellen von Wagen der Gipszüge.
Chemnitz Küchwald ⊙

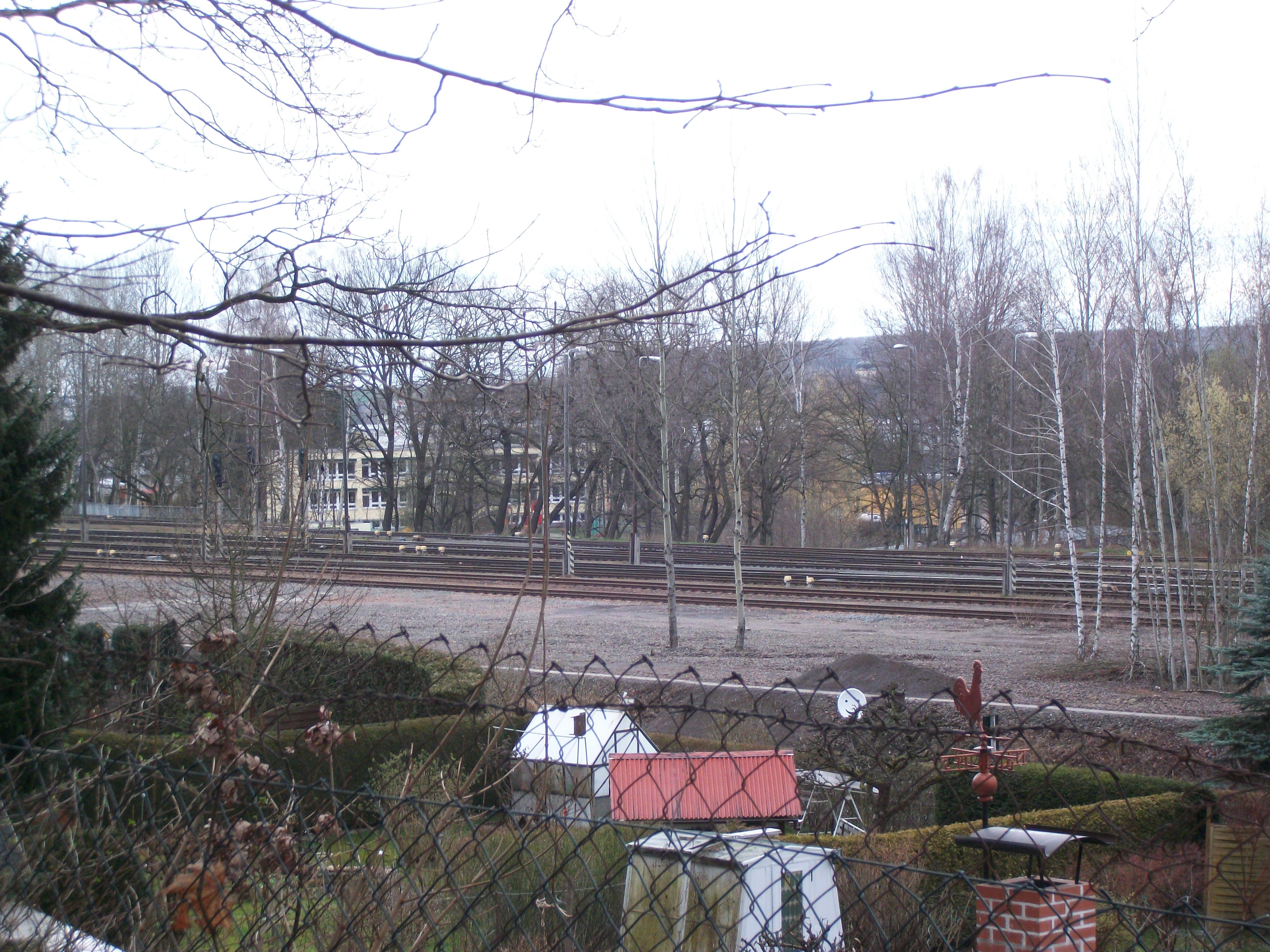
Güterbahnhof Küchwald (2016)

In den 1880er Jahren waren die vorhandenen Bahnstationen in Chemnitz für den stark angewachsenen Güterverkehr nicht mehr ausreichend. Neben einem dringend notwendigen Eisenbahnanschluss der zahlreichen Industriebetriebe im Norden der Stadt fehlte auch ein leistungsfähiger Rangierbahnhof. Erst plante man einen Rangierbahnhof ungefähr auf dem Gelände des heutigen Bahnhofes Küchwald. Zwar stand dort ausreichend Bauland zur Verfügung, allerdings hätte der Bahnhof abseits der Hauptverkehrsrichtung Dresden–Zwickau–Reichenbach gelegen. Als neuer Standort wurde deshalb das ansteigende Areal südlich des Werkstättenbahnhofs gewählt. Die Strecke Kieritzsch–Chemnitz erhielt ebenso wie die Strecke Riesa–Chemnitz eine direkte Verbindungsstrecke zum neu zu bauenden Bahnhof Hilbersdorf. An der Ausmündung dieser Verbindungsstrecke wurde Küchwald Zweigstelle eingerichtet, 1902 wurde der Bahnhof zusammen mit dem Rangierbahnhof und der Verbindungsbahn eröffnet. Auch die Bahnstrecke Wechselburg–Küchwald nutzte ab hier die Gleise der Strecke Kieritzsch-Chemnitz bis zum Hauptbahnhof.
Bald wurde der Bahnhof erweitert, da 1903 die Industriebahn Küchwald–Obergrüna ihren Ausgangspunkt hatte und sich in der Umgebung weitere Fabriken ansiedelten. Teilweise übernahm Küchwald auch Zugbildungsaufgaben.
Seit 1990 ist der Verkehr stark zurückgegangen. Neben der Strecke im Chemnitztal wurde auch die Strecke nach Grüna 2004 stillgelegt, einzig das Heizkraftwerk Chemnitz-Nord wird noch von hier aus bedient. Auf dem ehemaligen Bahnkörper entsteht der Chemnitztaltradweg. Am 9. Dezember 2018 wurde an den Streckengleisen der Bahnstrecke Neukieritzsch–Chemnitz ein Bahnsteig in Betrieb genommen und der Bahnhof am 1. Januar 2019 in Chemnitz Küchwald umbenannt.

### Ingenieurbauten

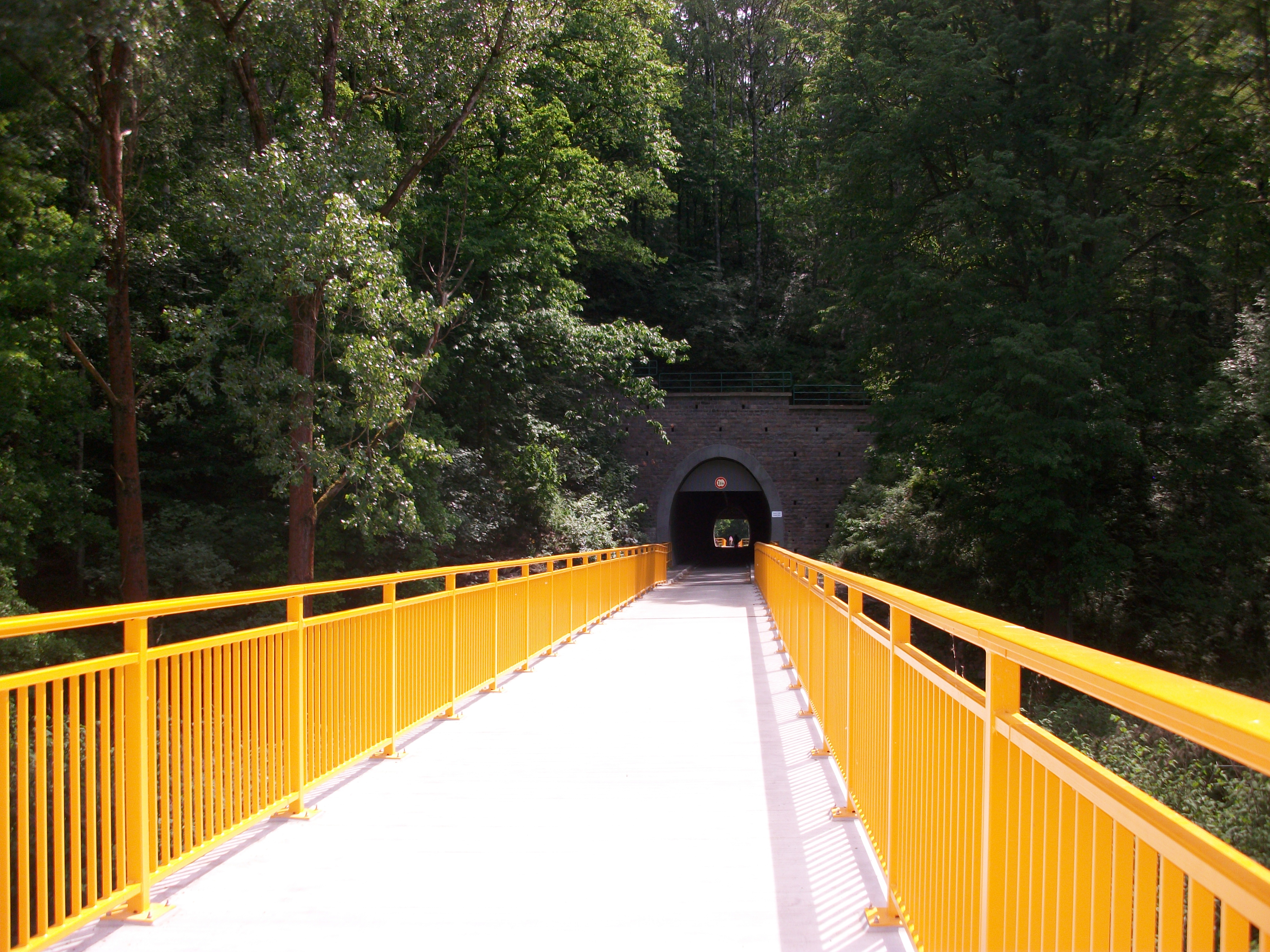
Tunnel Auerswalde mit Chemnitztalradweg (2017)

Tunnel Mohsdorf ⊙
Der 222 m lange Tunnel Mohsdorf befindet sich bei Streckenkilometer 9,44. Er durchstößt einen Berg, um den die Chemnitz in einer Spitzkehre fließt. Zu beiden Seiten schließen sich Brücken über den Fluss an.
Tunnel Auerswalde ⊙
Der 125 m lange Tunnel Auerswalde bei Streckenkilometer 17,11 kostete etwa 130.000 Mark. Südlich des Sporntunnels schließt sich eine Brücke über die Chemnitz an.
Chemnitzviadukt Göritzhain–Stein im Chemnitztal [⊙]

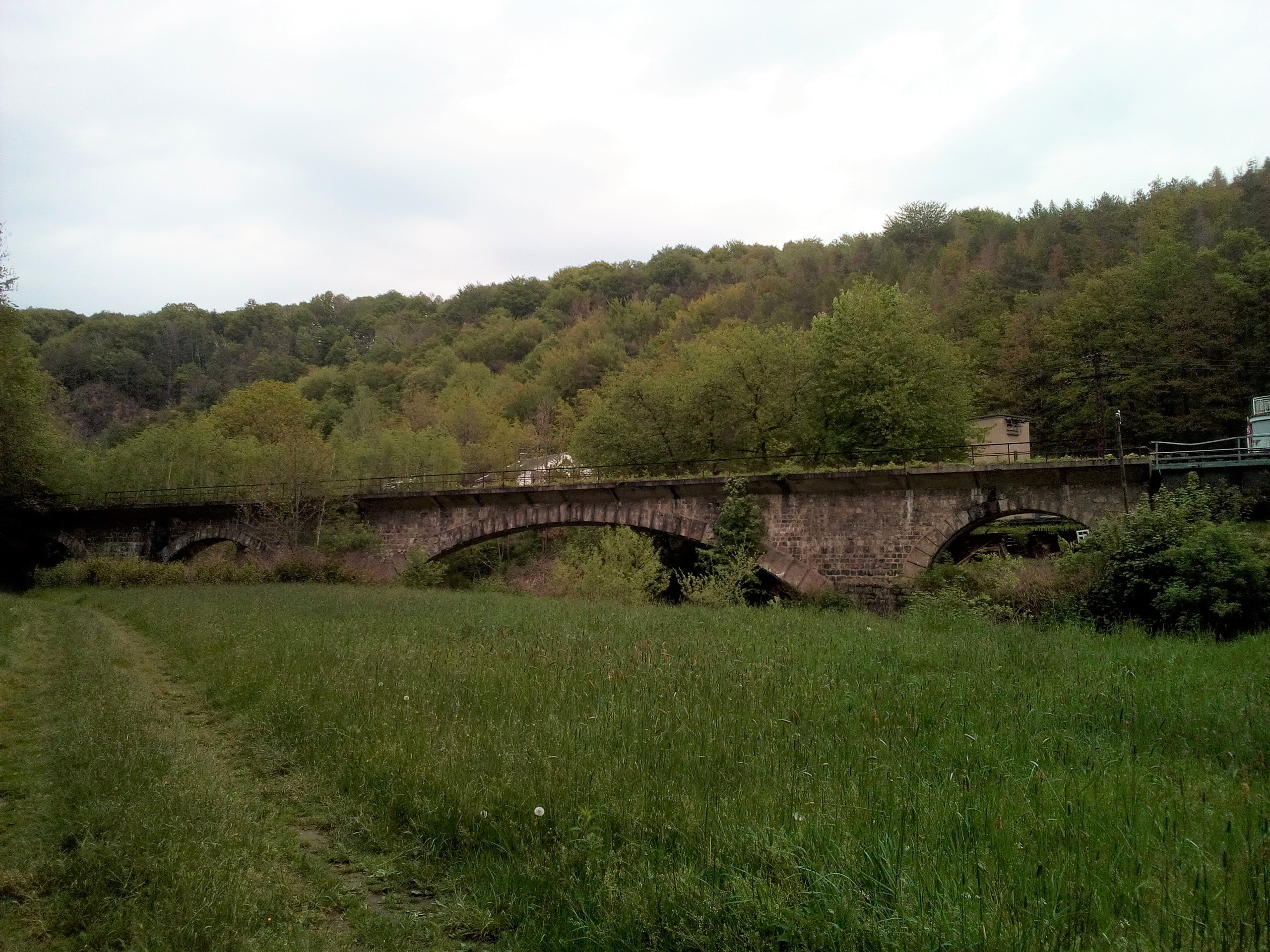
Eisenbahnviadukt Göritzhain–Stein (Chemnitztal) (2020)

Der 119,6 m lange fünfbogige Chemnitztalviadukt zwischen Göritzhain und Stein im Chemnitztal ist die längste Brücke der Eisenbahnstrecke. Er besteht aus einem Teil aus Sandstein, der andere Teil aus einer Metallkonstruktion. Die Brücke hat eine Höhe von 7,9 m und eine Breite von 4,1 m.
Chemnitzviadukte bei Schweizerthal ⊙
Von den zahlreichen Viadukten der Strecke sind die beiden Brücken über die Chemnitz zwischen Schweizerthal-Diethensdorf und Markersdorf-Taura die einzigen, die noch im Schienenverkehr (Museumsbetrieb mit Draisine) bedient werden. Zwischen ihnen liegt der Draisinenhalt Neuschweizerthal.

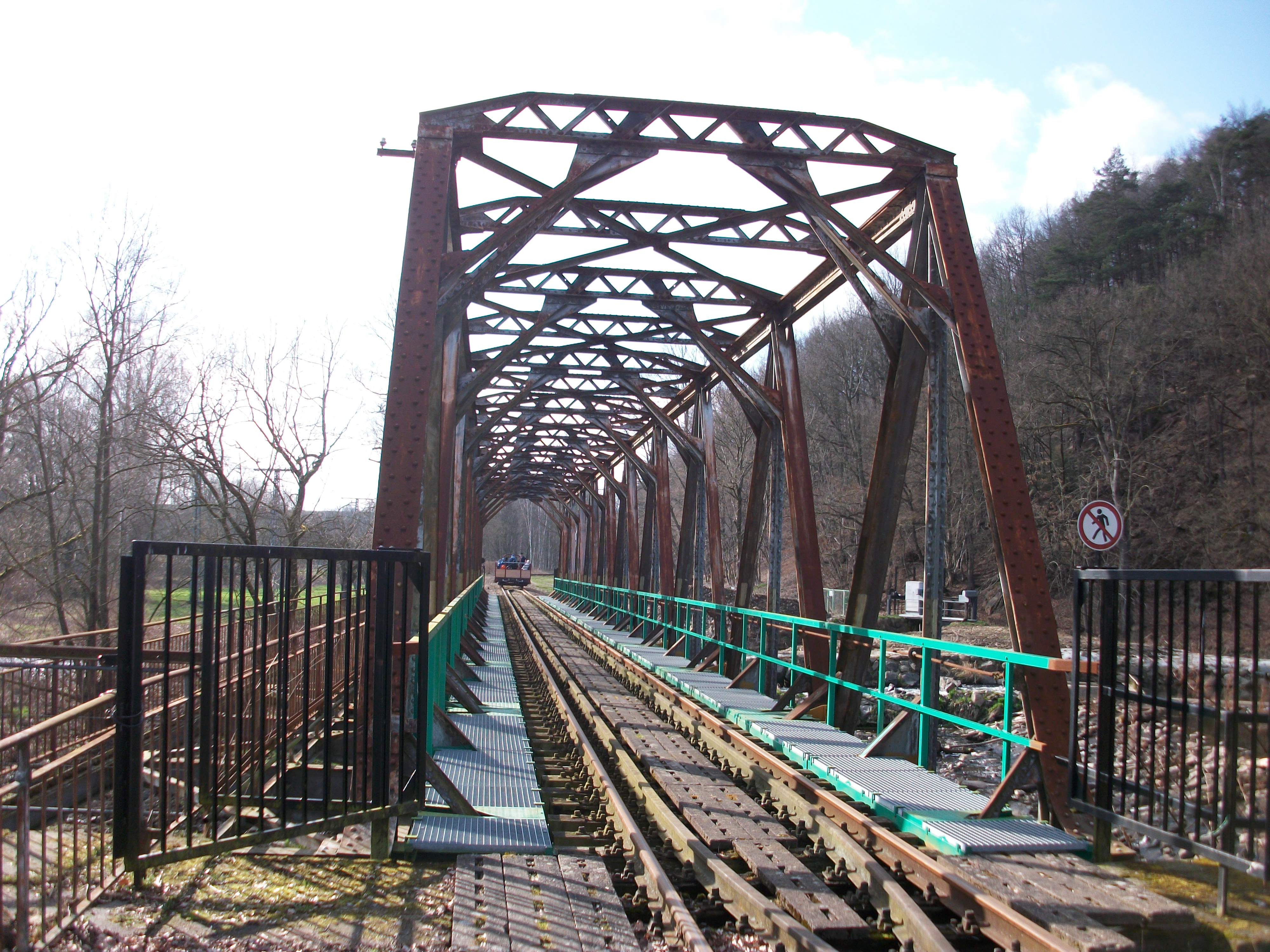
Schweizerthal, große Chemnitzbrücke (2016)
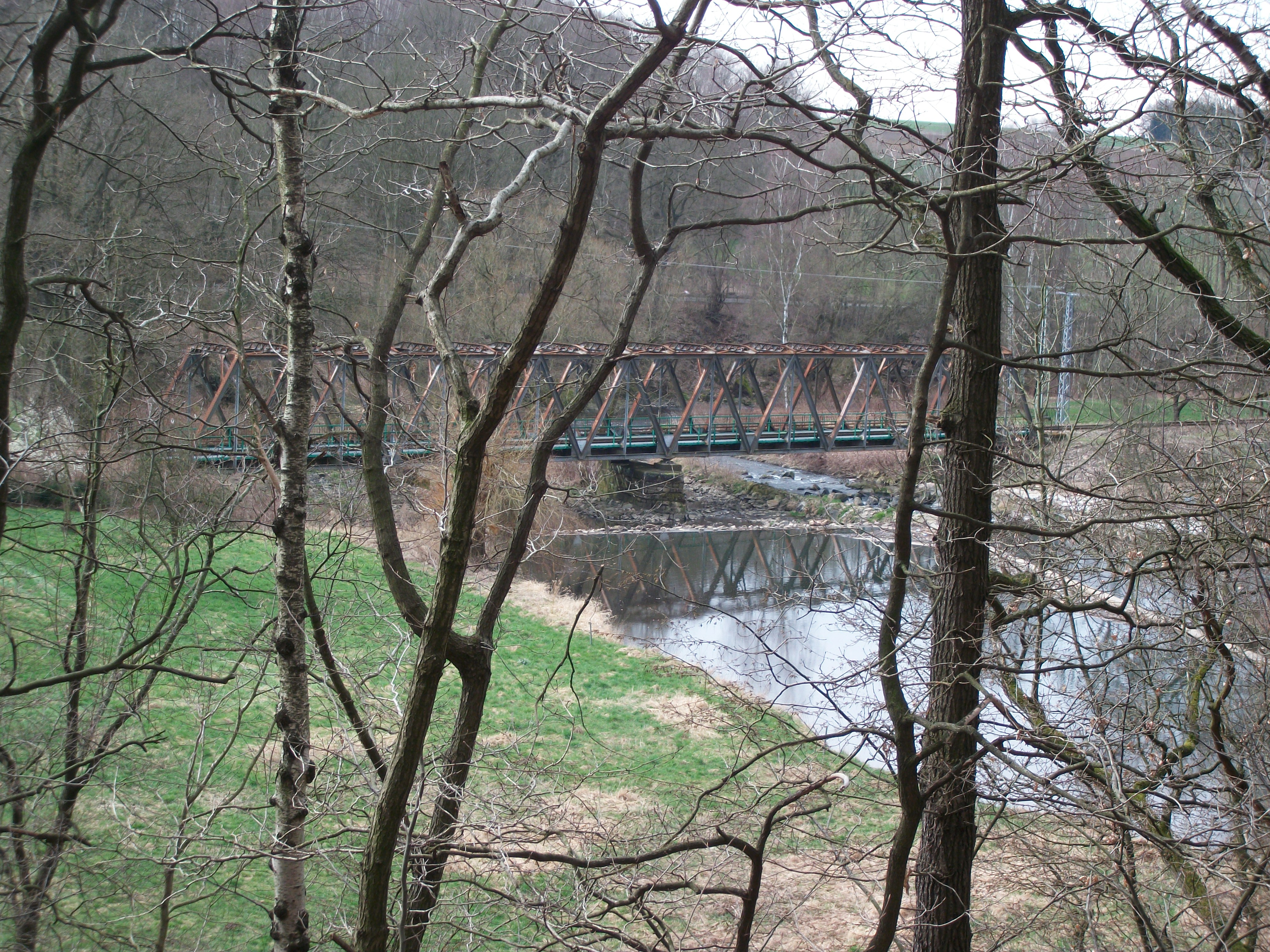
Schweizerthal, große Chemnitzbrücke (2016)
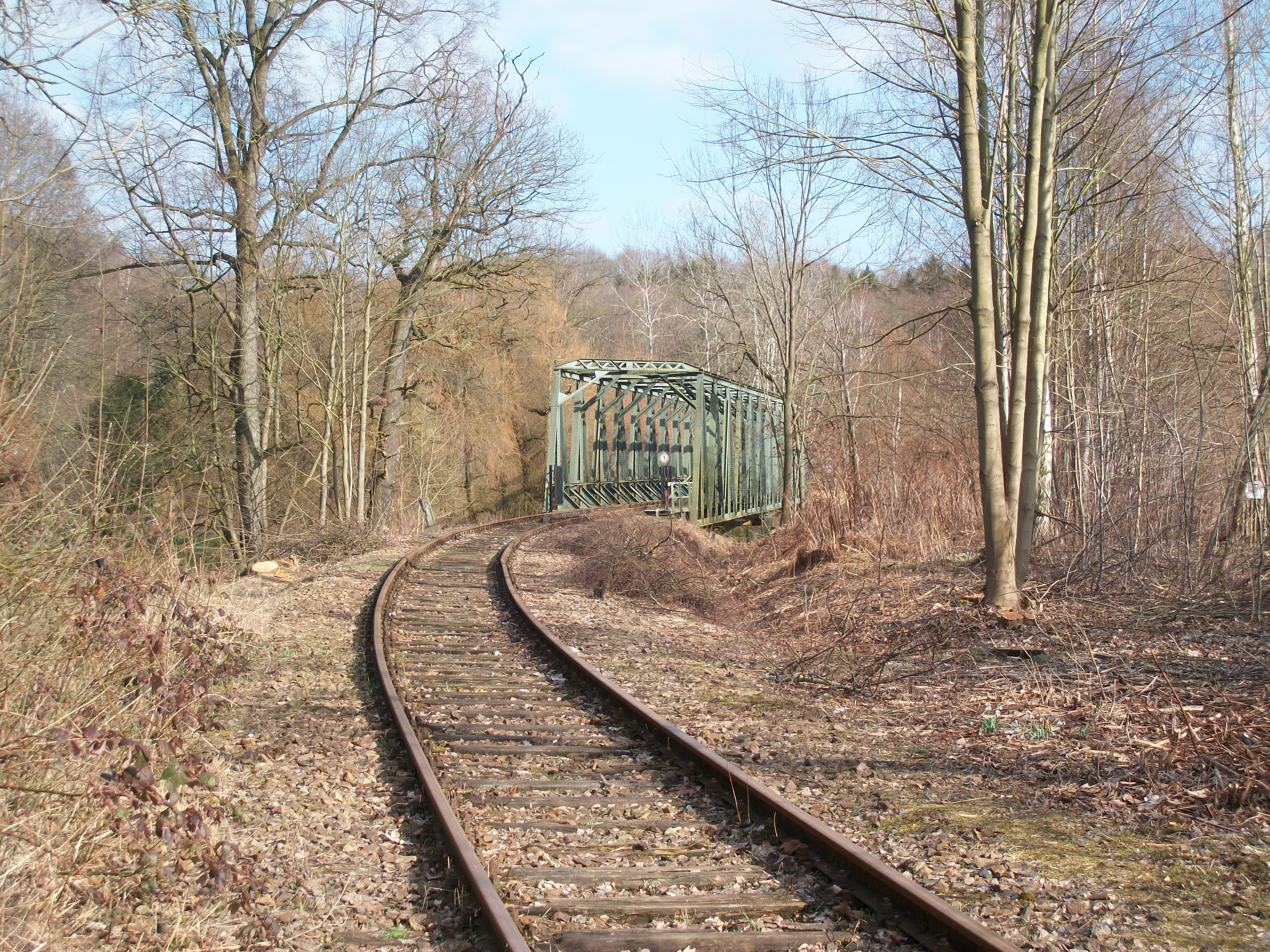
Schweizerthal, kleine Chemnitzbrücke (2016)
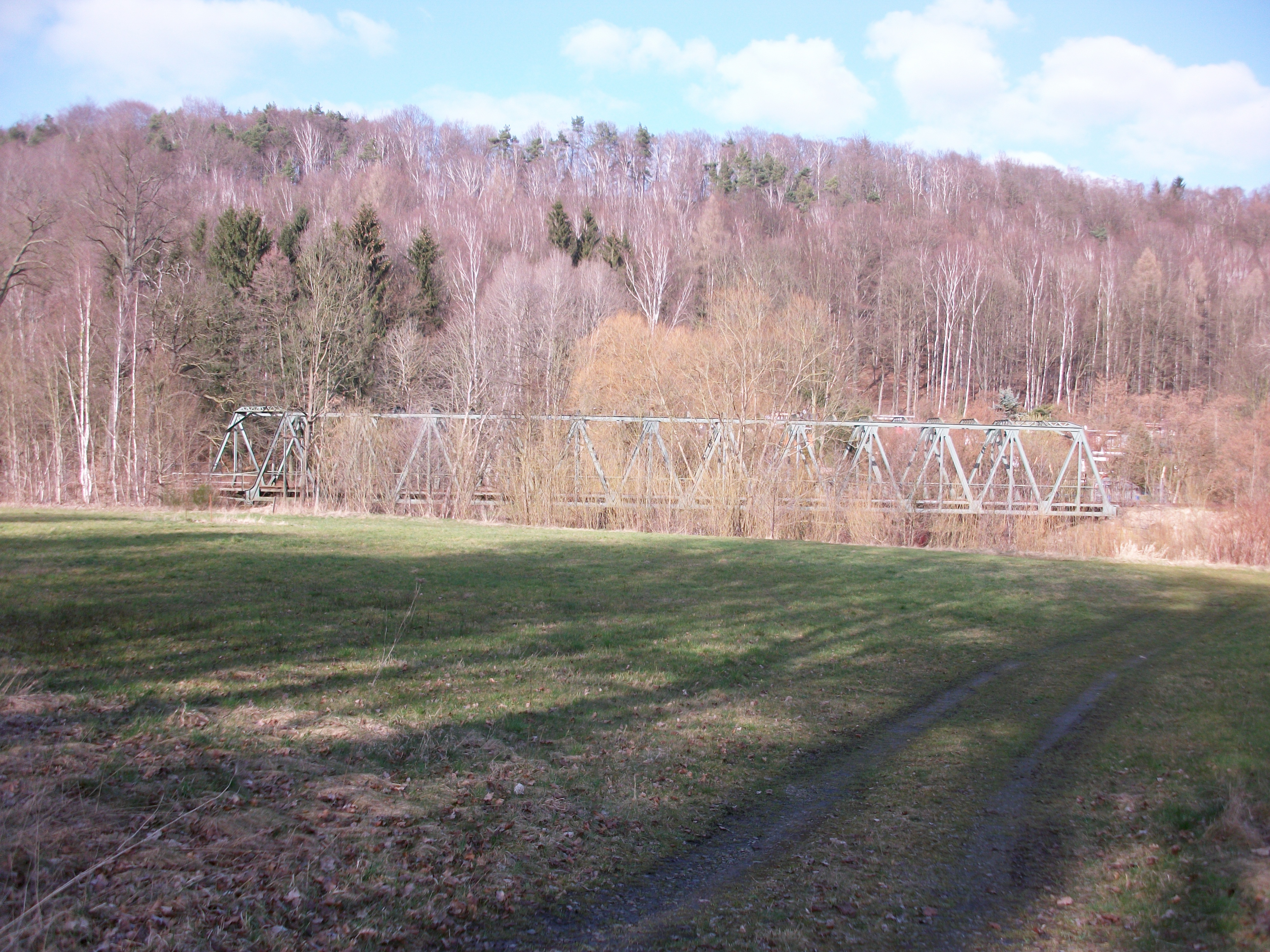
Schweizerthal, kleine Chemnitzbrücke (2016)

## Museumsbahnhof Markersdorf-Taura, Museumsbahn und Radweg
Der im Jahr 2001 gegründete Verein „Eisenbahnfreunde Chemnitztal e. V.“ bemühte sich nach der Einstellung des Personenverkehrs im Jahr 1998 vergeblich um den Erhalt der gesamten Strecke. Sein Domizil hat er im Bahnhof Markersdorf-Taura, den er zum Museumsbahnhof umgestaltet. Weiterhin finden in regelmäßigen Abständen Draisinenfahrten zwischen den Bahnhöfen Markersdorf-Taura und Schweizerthal-Diethensdorf, dem einzig verbliebenen Reststück der Strecke, statt. Zusätzlich wurden die Bedarfshalte Amselgrund ⊙ (gegenüber dem Ort Schweizerthal) und Neuschweizerthal ⊙ (zwischen den beiden Chemnitzviadukten) eingerichtet.
Zwischen Chemnitz und Markersdorf-Taura ist seit 2016 ein Bahntrassenradweg entstanden.

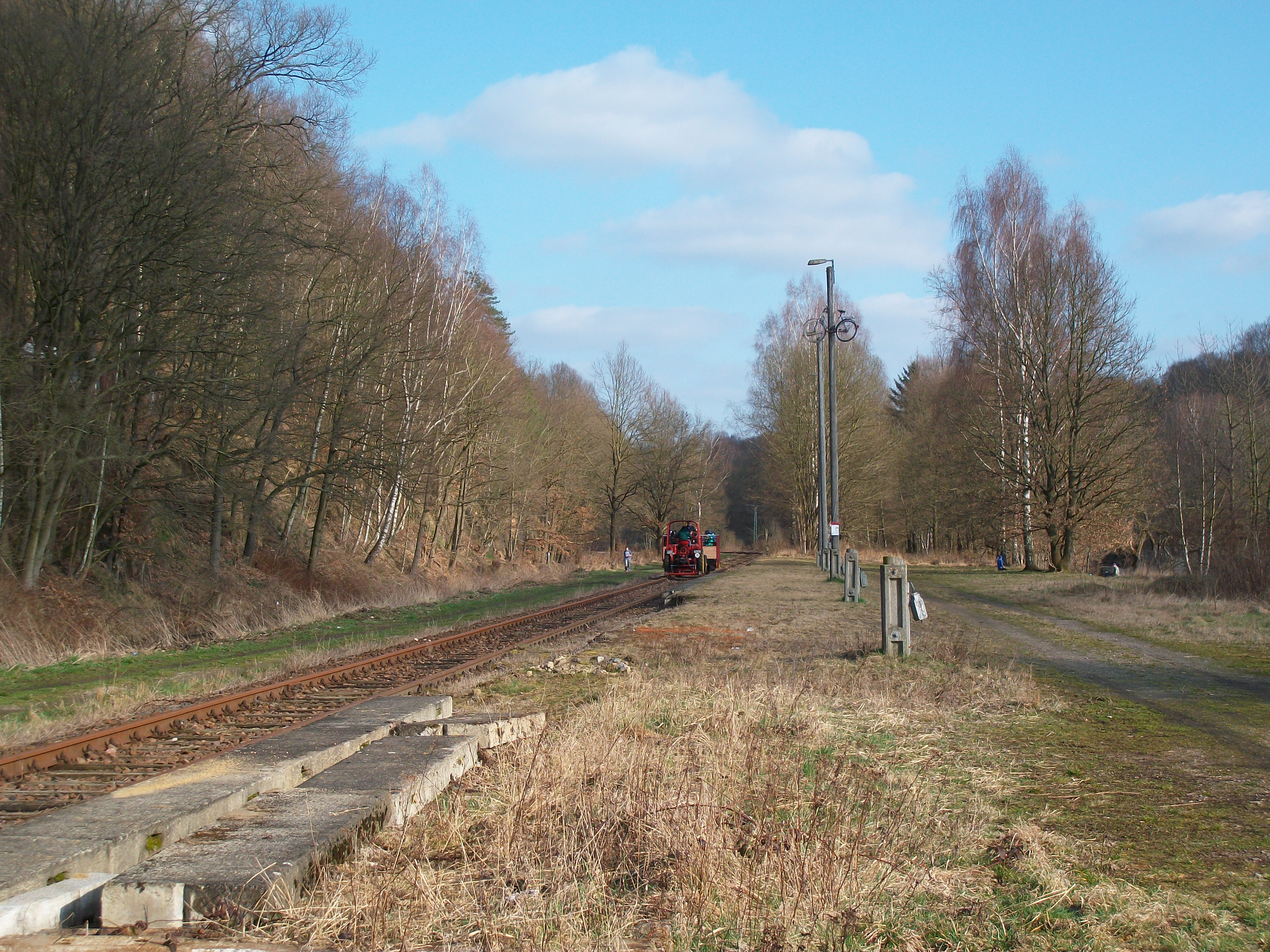
Haltepunkt Schweizerthal-Diethensdorf mit Draisine (2016)
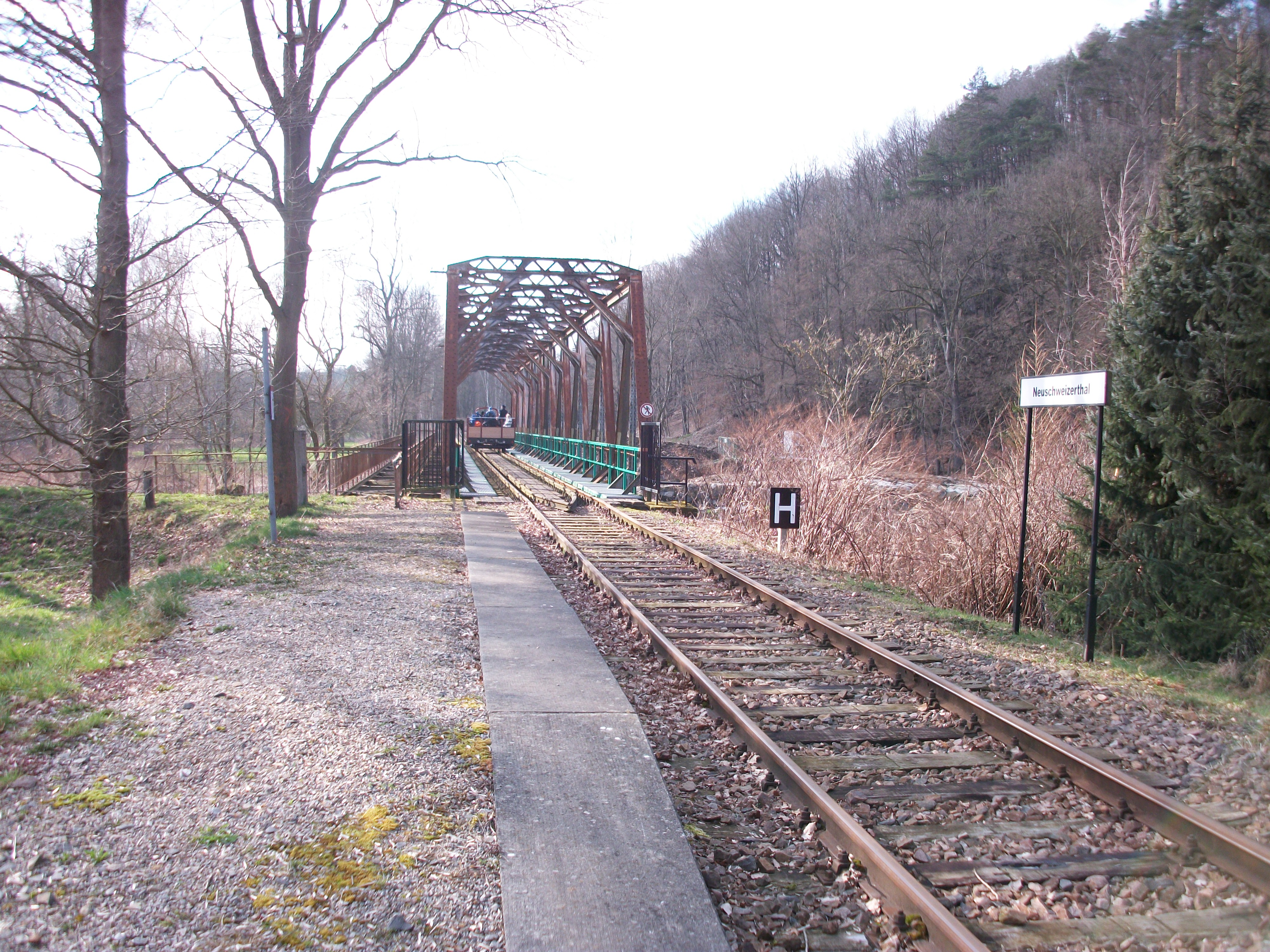
Haltepunkt Neuschweizerthal mit großer Chemnitzbrücke (2016)
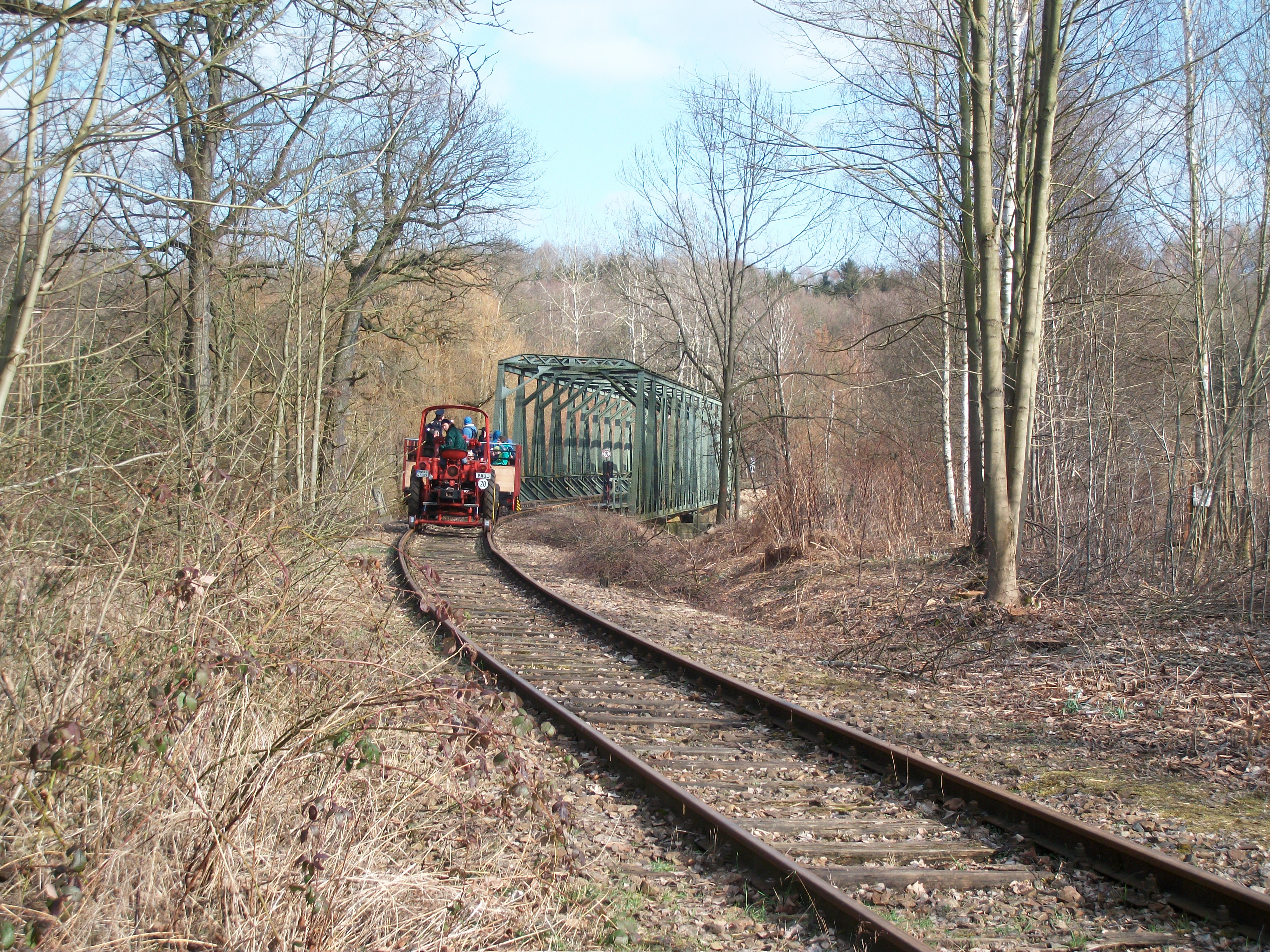
Schweizerthal, kleine Chemnitzbrücke mit Draisine (2016)
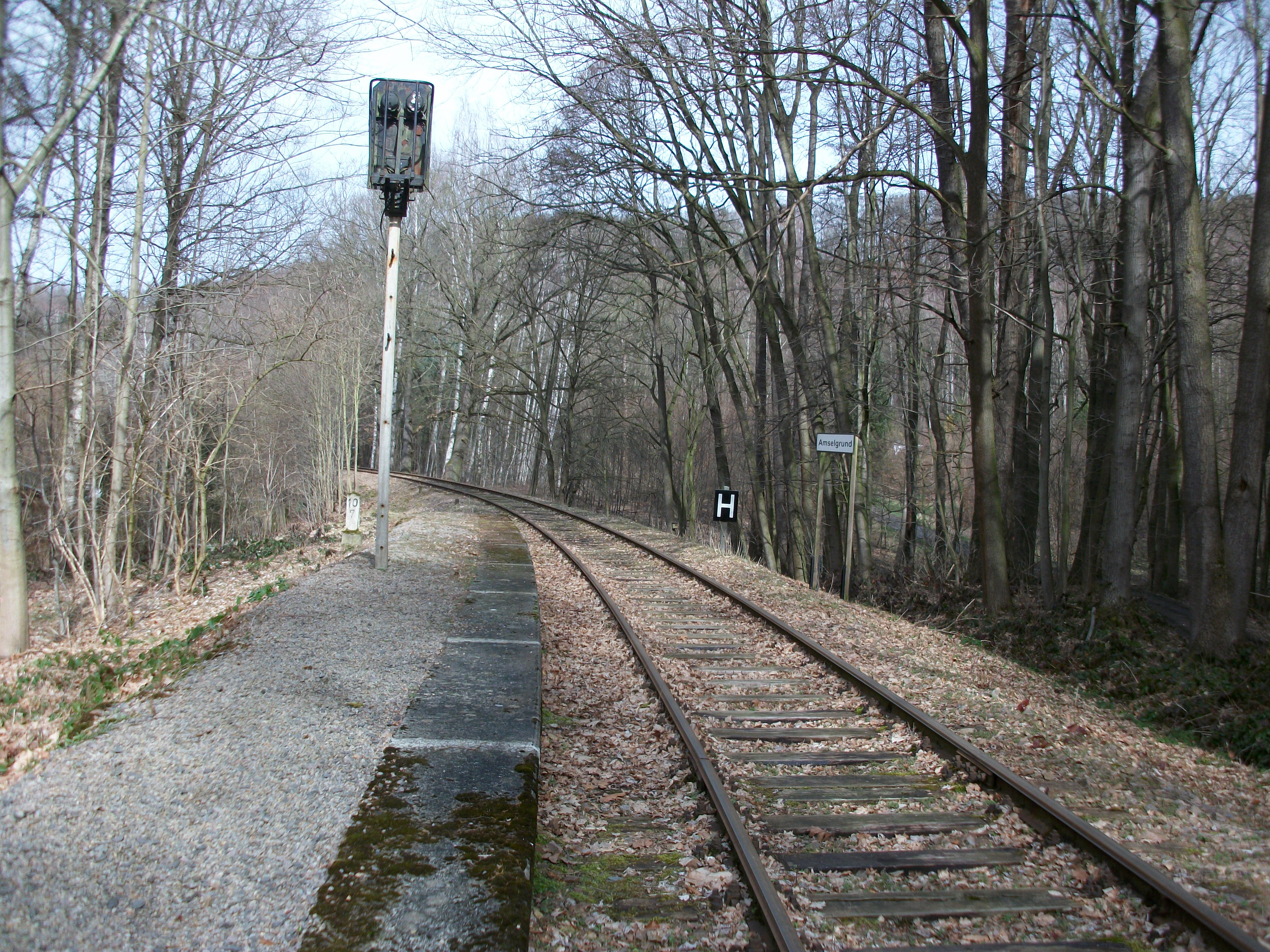
Haltepunkt Amselgrund (2016)
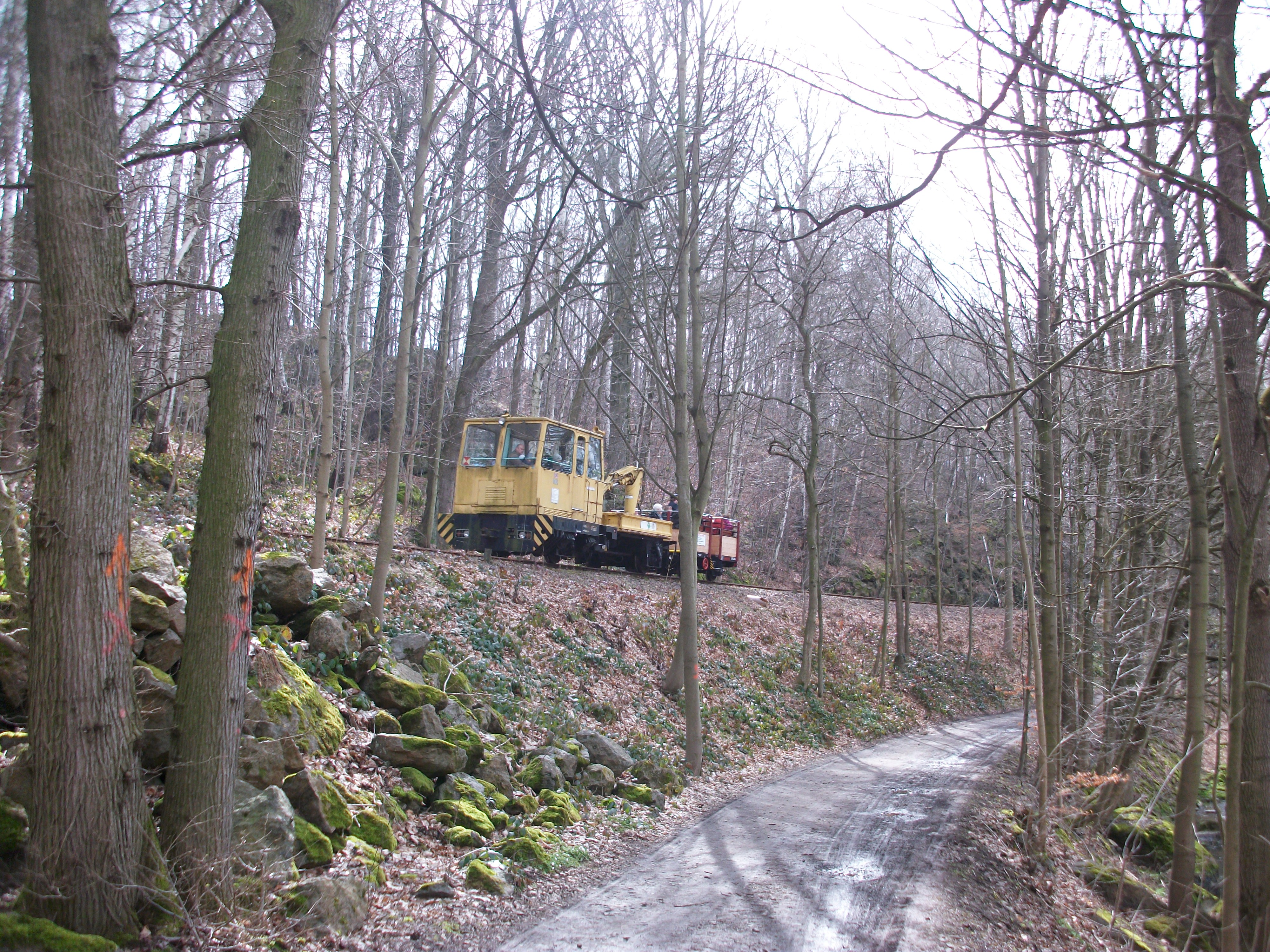
Motordraisine beim Haltepunkt Amselgrund (2016)
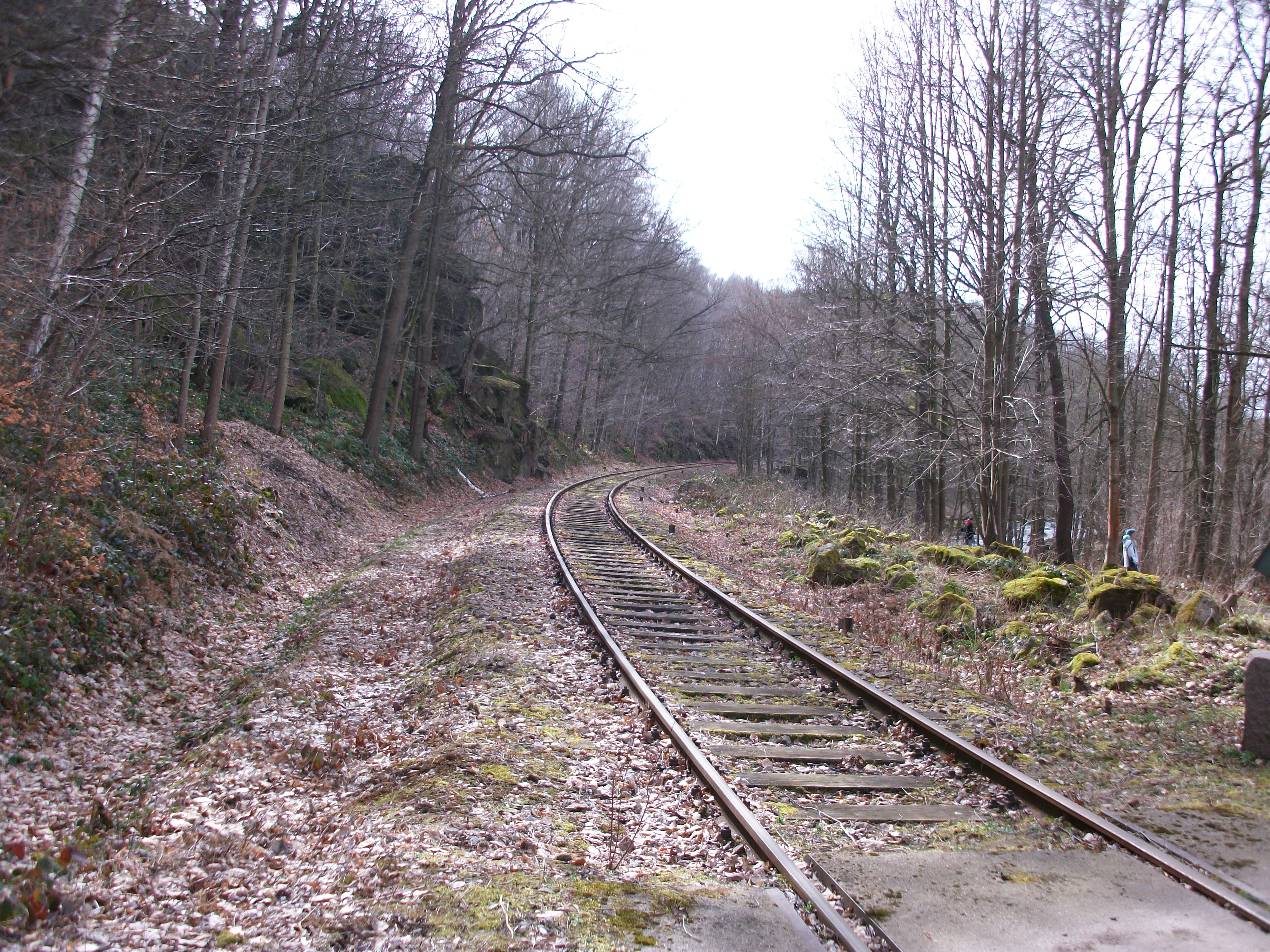
Bahnstrecke beim Haltepunkt Amselgrund (2016)
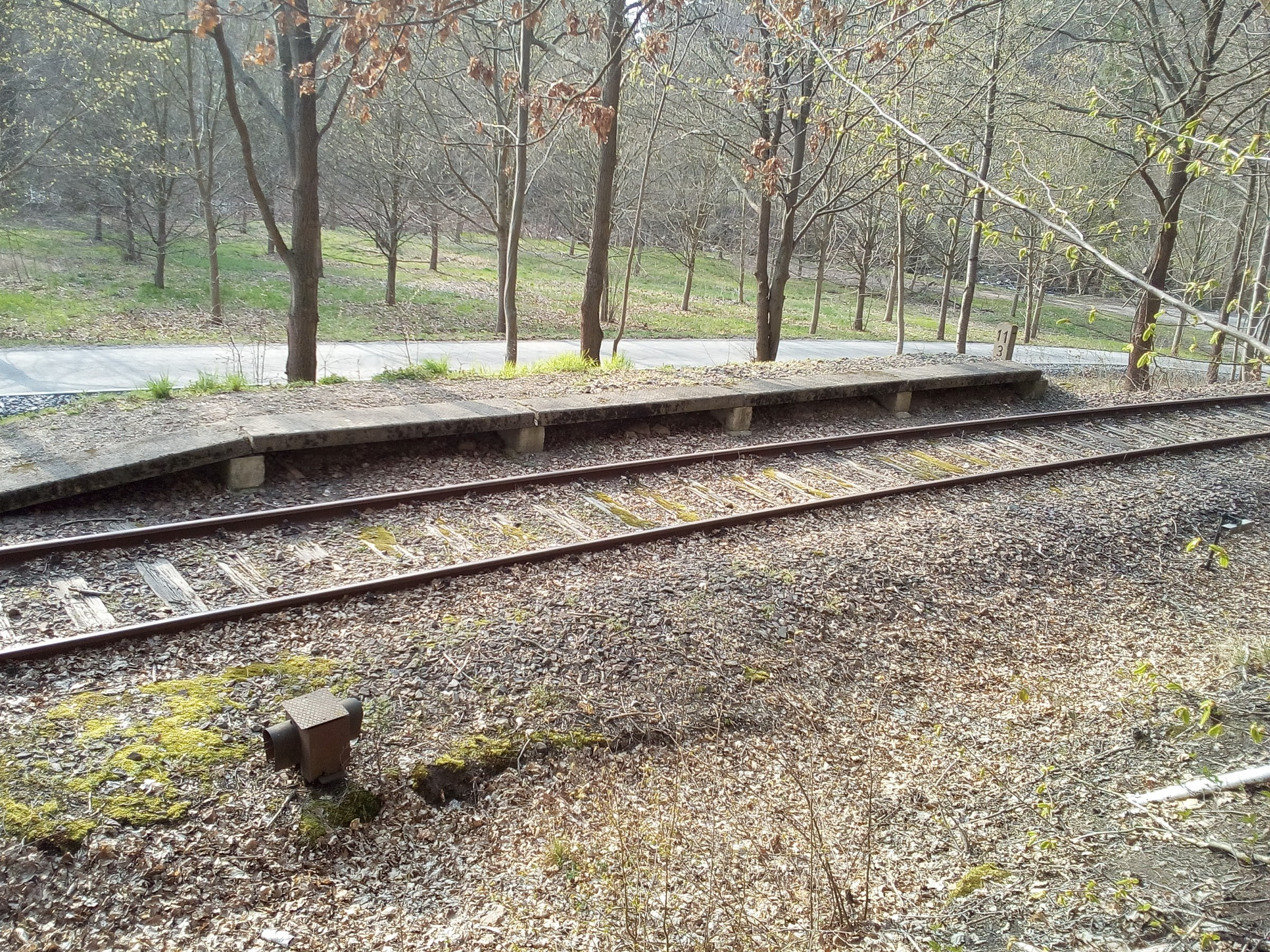
Haltepunkt Alte Mühle bei Markersdorf (2018)
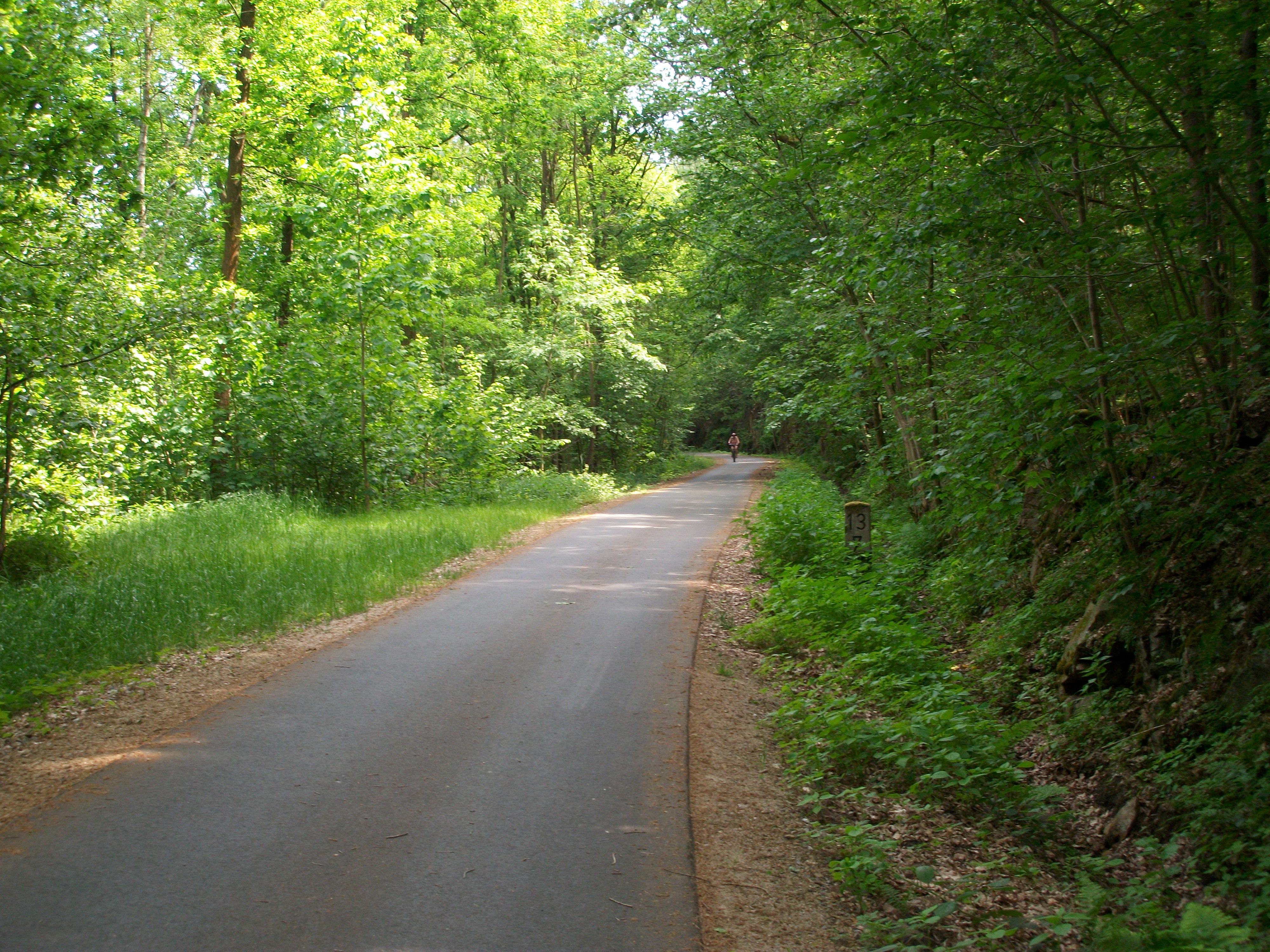
Der Chemnitztalradweg bei Köthensdorf
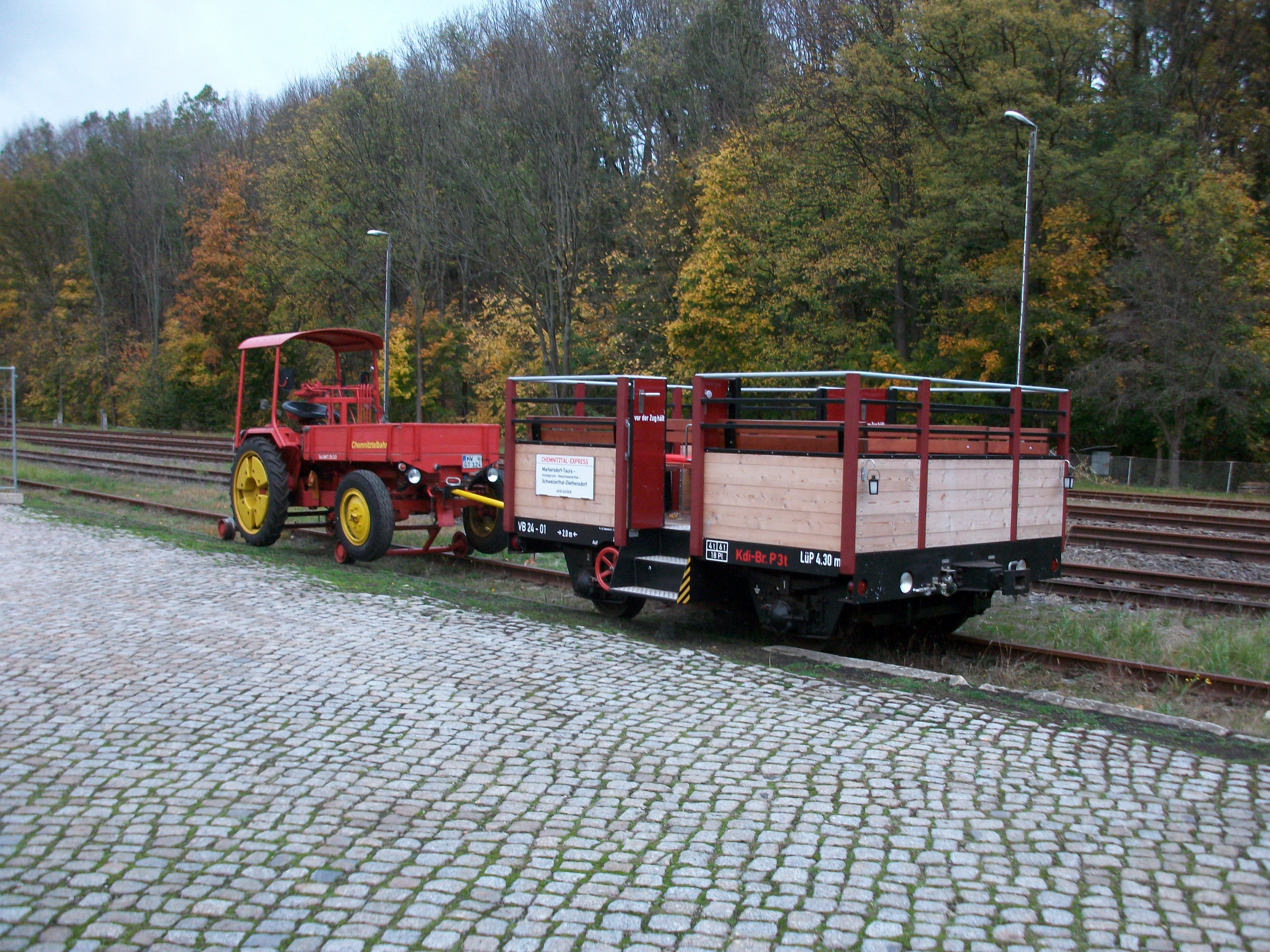
Motordraisine Chemnitzalexpress im Bahnhof Markersdorf-Taura (2017)
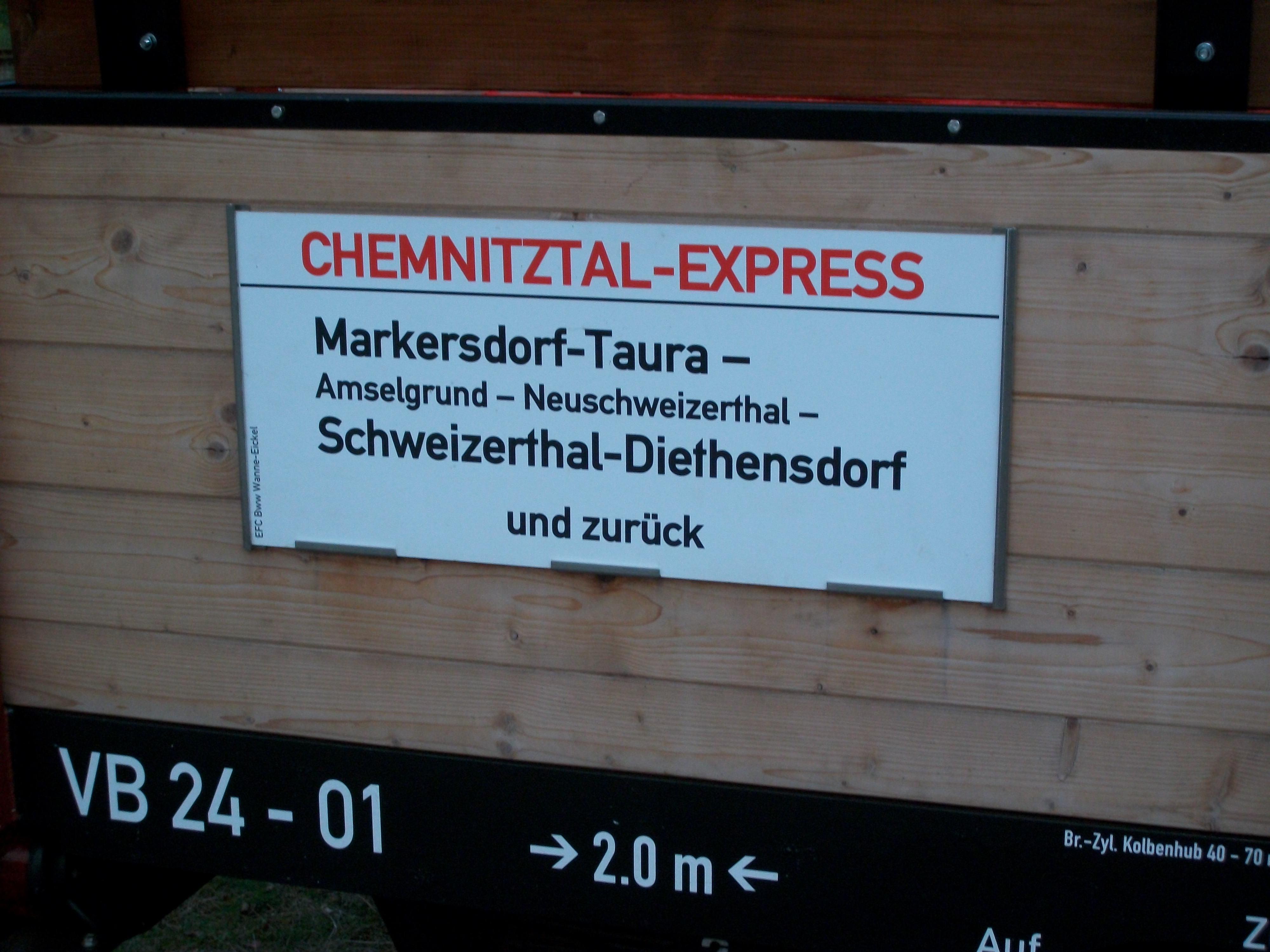
Motordraisine Chemnitzalexpress, Zuglaufschild (2017)